# Dictadura militar (Chile)
La dictadura militar chilena —también denominada régimen militar— fue establecida en Chile entre el 11 de septiembre de 1973 y el 11 de marzo de 1990, y por extensión se conoce así al período de la historia chilena en que dicha dictadura militar estuvo vigente.
Este período se inició con el golpe de Estado que derrocó al gobierno democrático del presidente Salvador Allende. Las fuerzas armadas y de orden establecieron una Junta Militar de Gobierno presidida por el comandante en jefe del Ejército, Augusto Pinochet, quien se convertiría en el líder de la dictadura durante toda su extensión. El resto de la Junta estuvo conformada en sus primeros años por José Toribio Merino, Gustavo Leigh y César Mendoza, en representación de la Armada, la Fuerza Aérea y Carabineros respectivamente. Aunque originalmente tuvo un neto carácter militar, con el paso de los años fueron incorporándose colaboradores civiles al gobierno.
El nuevo régimen se caracterizó por un modelo autoritario, establecido sobre principios emanados de la extrema derecha, tales como el anticomunismo, la prohibición legal de los partidos políticos (hasta 1987), la prohibición de los sindicatos, la limitación de la libertad de expresión, la disolución del Congreso Nacional (sustituido por una Junta Militar de Gobierno) y la carencia de democracia. Lo anterior se reflejó en las sistemáticas violaciones de los derechos humanos cometidas por la dictadura, registrándose al menos 28 259 víctimas de prisión política y tortura, 2298 ejecutados y 1209 detenidos desaparecidos. Sumado a lo anterior, la medida sancionatoria que afectó al mayor número de opositores fue el exilio político, con más de 200 000 personas en total (expulsados y autoexiliados) con sus familias, lo que representa el mayor movimiento emigratorio en la historia del país.
Durante este periodo, Chile experimentó una profunda transformación económica, social y cultural. En lo estrictamente económico, significó un cambio radical de orientación del papel del Estado, de un rol productor e interventor a uno de tipo subsidiario, inspirado en las doctrinas económicas neoliberales. En lo social, significó el dominio sin contrapeso de los sectores empresariales, el aumento sostenido de la desigualdad de ingreso, junto con un incremento de la precariedad e inestabilidad laboral de los sectores asalariados. En lo cultural, dio lugar al denominado «apagón cultural», caracterizado por la represión y censura de ciertas manifestaciones culturales consideradas contrarias a la línea oficial.
En 1980, tras un irregular plebiscito realizado sin registros electorales ya que estos habían sido destruidos en julio de 1974, fue aprobada una nueva constitución en la que Pinochet reafirmó su cargo como Presidente de la República, mientras la Junta de Gobierno se limitaba al poder legislativo. El texto constitucional estableció también una serie de disposiciones que, finalmente, permitirían el retorno a la democracia como consecuencia del resultado del plebiscito del 5 de octubre de 1988. En dicho referéndum, el pueblo chileno le denegó a Pinochet un nuevo mandato y, en consecuencia, se celebraron elecciones presidenciales democráticas al año siguiente. La dictadura militar acabó en 1990 con la entrega de mando de Augusto Pinochet al nuevo presidente Patricio Aylwin, iniciándose así un nuevo período histórico conocido como transición a la democracia.

## Inicios

### Golpe de Estado

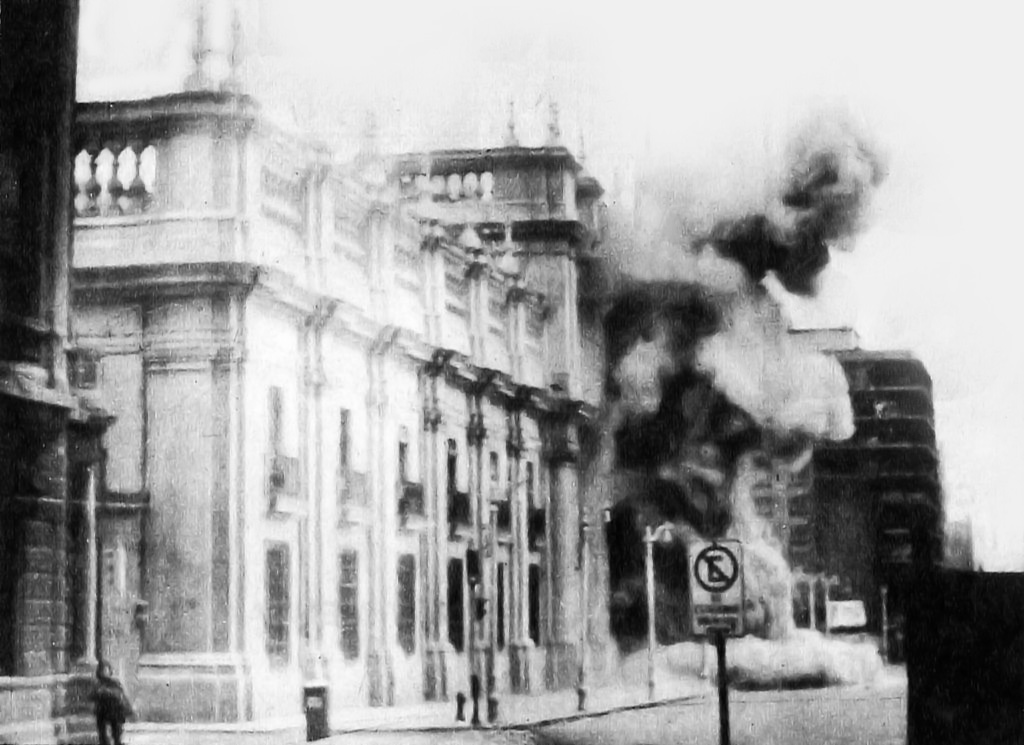
Bombardeo al Palacio de La Moneda durante el golpe de Estado del 11 de septiembre de 1973.

El golpe de Estado en Chile del 11 de septiembre de 1973 fue una acción militar llevada a cabo por las Fuerzas Armadas de Chile conformadas por la Armada, la Fuerza Aérea, Cuerpo de Carabineros y el Ejército, para derrocar al presidente socialista Salvador Allende y al gobierno de la Unidad Popular. Tropas del ejército y aviones de la Fuerza Aérea atacaron el Palacio de La Moneda, la sede de gobierno. Allende se suicidó mientras las tropas militares ingresaban al Palacio.

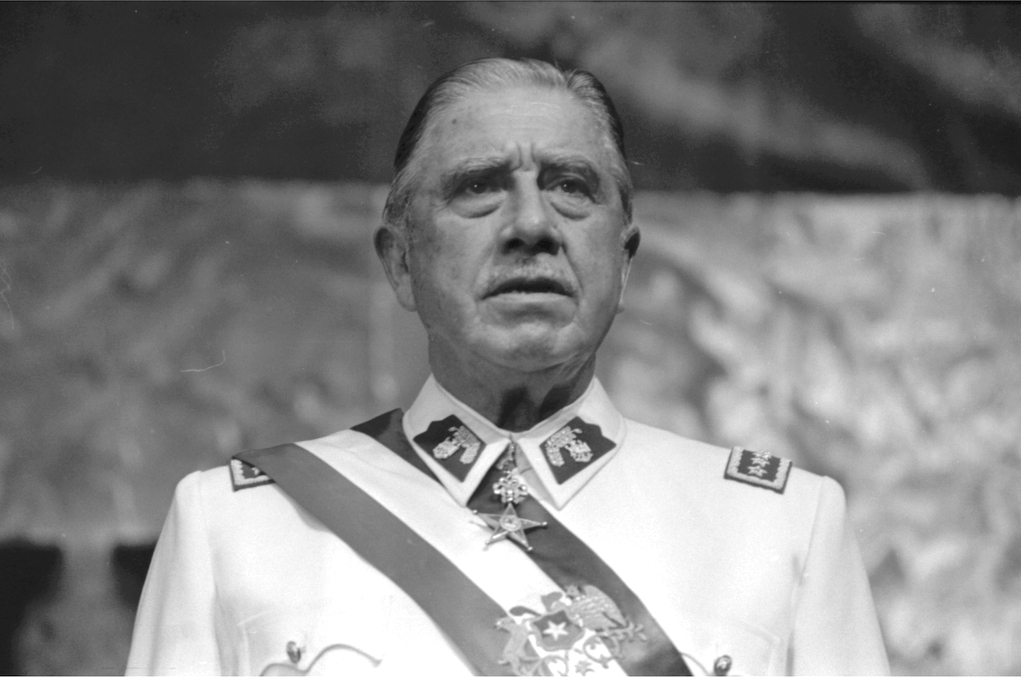
El general Augusto Pinochet, líder de la dictadura militar, durante un discurso.

Este golpe dio origen al establecimiento de una junta militar liderada por Augusto Pinochet. Chile, que hasta ese entonces se mantenía como una de las democracias más estables en América Latina, entró en una dictadura militar que se extendió hasta 1990. Durante este periodo, fueron cometidas sistemáticas violaciones a los derechos humanos, se limitó la libertad de expresión, se suprimieron los partidos políticos y el Congreso Nacional fue disuelto.
Salvador Allende asumió en 1970 como presidente de Chile, siendo el primer político de orientación marxista en el mundo que accedió al poder a través de elecciones generales en un Estado de Derecho. Su gobierno, de marcado carácter reformista, produjo una creciente polarización política en la sociedad y una dura crisis económica que desembocó en una fuerte convulsión social. Esto llevó a una acusación constitucional por parte del Congreso poco antes del golpe. Sin embargo, la posibilidad de ejecutar un golpe de Estado contra el gobierno de Allende existió incluso antes de su elección. El gobierno de Estados Unidos, dirigido por el presidente Richard Nixon y su secretario de Estado Henry Kissinger, influyeron decisivamente en grupos opositores a Allende, financiando y apoyando activamente las condiciones para la realización de un golpe de Estado. Dentro de estas acciones se encuentran el asesinato del general René Schneider y el Tanquetazo, una sublevación militar el 29 de junio de 1973.
Tras el Tanquetazo, grupos dentro de la Armada de Chile planearon derrocar al gobierno, al que posteriormente se sumaron los altos mandos de la Fuerza Aérea y grupos dentro de Carabineros. Días antes de la fecha planificada para la acción militar, se sumó Augusto Pinochet, comandante en jefe del Ejército. En la mañana del 11 de septiembre de 1973, las cúpulas de las Fuerzas Armadas y de Orden lograron rápidamente controlar gran parte del país exigiendo la renuncia inmediata de Salvador Allende, quien se refugió en la sede de gobierno.

### Toma del poder

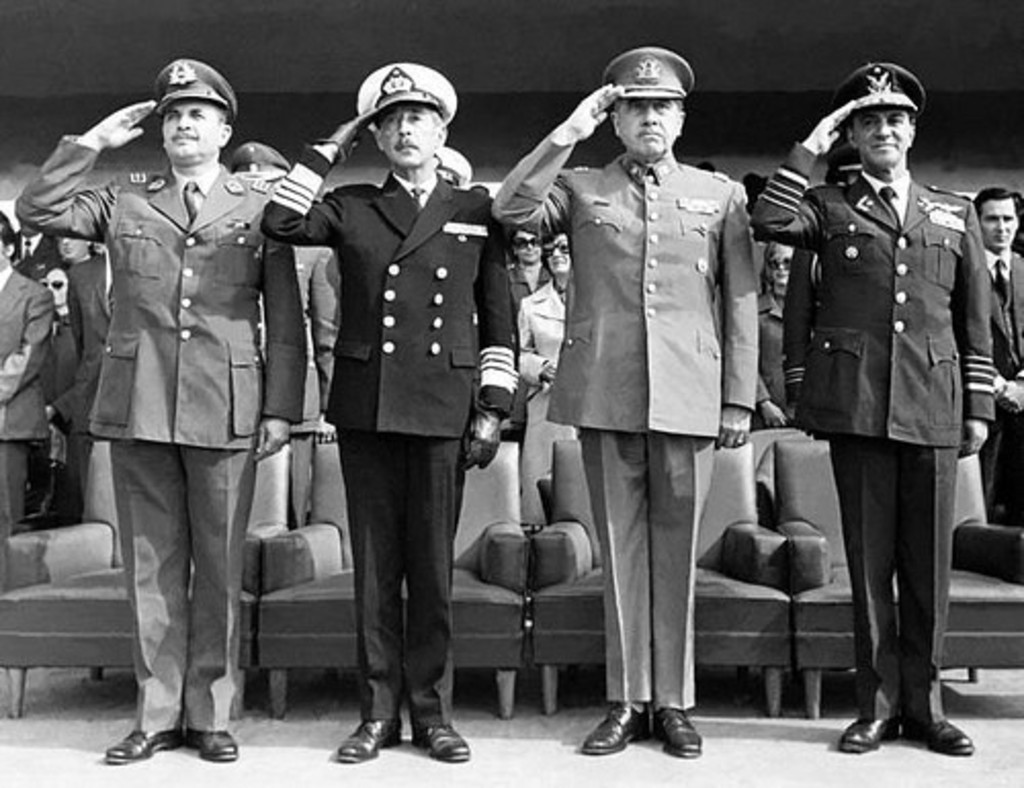
Miembros de la Junta Militar formada en 1973. De izquierda a derecha: César Mendoza (director general de Carabineros) y los comandantes en jefe José Toribio Merino (Armada), Augusto Pinochet (Ejército) y Gustavo Leigh (Fuerza Aérea).

La Junta Militar de Gobierno, presidida por Augusto Pinochet, a través de órdenes dictadas en cadena nacional de radio y televisión restringió los derechos civiles y políticos e instauró el Estado de sitio y toque de queda. Asimismo declaró la ilegalidad de algunos partidos políticos y el receso de otros, la censura a los medios de comunicación y ordenó la detención de los máximos líderes de la Unidad Popular, declarándola ilegal.
De acuerdo con lo dispuesto en el Decreto Ley n.º 1, dictado a ese efecto, la Junta Militar, conformada por los comandantes en jefe del Ejército, Armada, Fuerza Aérea y el general director de Carabineros, asumió la jefatura de la República. El mismo decreto garantizó el respeto de las atribuciones del Poder Judicial, la Constitución Política y las leyes, en la medida en que la entonces situación del país lo permitiera para el mejor cumplimiento de los postulados que en ella se proponía.
El 12 de noviembre de 1973 se estableció el ejercicio del poder legislativo mediante decretos con fuerza de leyes con la firma de todos los miembros de la Junta (y la de los ministros respectivos, si se estimaba conveniente). De igual forma, el poder ejecutivo se llevó a cabo a través de decretos supremos y resoluciones con la firma del presidente de la Junta, Augusto Pinochet, y la del ministro del ramo.
Como se exigía que existiese una cabeza de gobierno visible, se estableció el 17 de junio de 1974, mediante el Decreto Ley n.º 527, que el presidente de la Junta tendría en sus manos el poder ejecutivo, con el cargo de jefe supremo de la Nación, sin embargo esta denominación no oficial se mantuvo hasta el 17 de diciembre del mismo año, cuando mediante una modificación de dicho decreto fue nombrado con el título tradicional de presidente de la República por los demás integrantes de la Junta Militar. Aunque la idea original fue que la presidencia de la Junta sería rotativa, este propósito nunca se cumplió. El poder que adquirió Pinochet con este nombramiento fue enorme, tuvo la capacidad de nombrar y remover a su arbitrio, ministros, subsecretarios, intendentes, gobernadores y alcaldes.
En 1978 Pinochet buscó legitimar su dictadura por medio de un cuestionado plebiscito nacional, el cual no se celebró en forma abierta ni transparente. Dos años después, mediante un nuevo plebiscito, cuya legitimidad también es cuestionada, se aprobó la Constitución de 1980 en reemplazo de la Constitución de 1925, entre cuyas disposiciones se estableció un período presidencial de ocho años de duración, a partir del 11 de marzo del año siguiente. Debido aquello en 1981, por una disposición transitoria, Pinochet pasó a ocupar la presidencia de la República plenamente. A pesar de eso, la Junta Militar se mantuvo en sus funciones hasta el 11 de marzo de 1990.

## Políticas de represión y derechos humanos

Logo de la DINA.

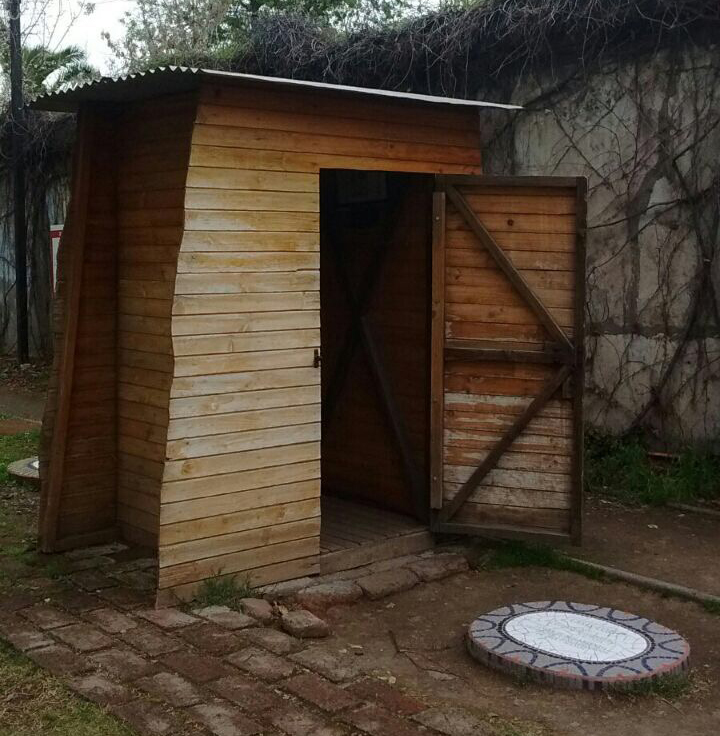
Reconstrucción de celda en el centro de detención Villa Grimaldi.

Apenas iniciada la dictadura, la Junta Militar encabezada por Pinochet decretó un toque de queda que perduraría hasta el 2 de enero de 1987. Apoyados en la teoría de la seguridad nacional, los militares consideraron que se encontraban en medio de una guerra, no solo contra el marxismo y sus grupos armados, sino también contra cualquiera que practicara una oposición al régimen. Desde entonces, se comenzaron a desarrollar diversas políticas de represión, las que se manifestaron sobre todo los primeros años, con la creación de la Dirección de Inteligencia Nacional (DINA), policía secreta bajo el mando del general Manuel Contreras, que se dedicó sistemáticamente entre 1973 y 1977 a la persecución, secuestro, tortura y asesinato de los opositores al nuevo régimen. La unidad de exterminio más cruel de la organización fue la Brigada Lautaro, cuyos crímenes fueron perpetrados con el conocimiento y consentimiento de Pinochet. A lo anterior se sumaron masivas redadas, allanamientos y enfrentamientos armados, así como el exilio forzado y opcional de miles de personas al extranjero.
Durante los meses restantes de 1973, se organizó la denominada Caravana de la Muerte, una comitiva del Ejército de Chile a cargo del general Sergio Arellano Stark, cuyo objetivo era recorrer el país para verificar y agilizar las ejecuciones sumarias a los detenidos políticos de alta connotación detenidos en los recintos militares. Mediante esta medida se fusiló e hizo desaparecer a personas en Cauquenes, La Serena, Copiapó, Antofagasta, Pisagua, entre otras localidades del país. Sus restos fueron lanzados al mar o enterrados en lugares solo conocidos por los militares. Muchos de estos cuerpos jamás volvieron a encontrarse y aún se les considera detenidos desaparecidos. Un segundo informe de la Comisión Nacional sobre Prisión Política y Tortura o Comisión Valech en 2011 cifró en más de 40 000 las víctimas de la dictadura, con 3065 muertos o desaparecidos.
El 30 de septiembre de 1974 el general Carlos Prats fue asesinado junto a su esposa en Buenos Aires, ciudad a la que habían huido pocos días después del golpe de Estado. Una investigación judicial realizada por la jueza argentina María Servini de Cubría y el magistrado chileno Alejandro Solís, estableció que el crimen había sido ordenado por Augusto Pinochet, quien, sin embargo, nunca fue condenado.
Otra autoridad del gobierno de Salvador Allende asesinada durante la dictadura fue el exministro de Relaciones Exteriores, Orlando Letelier, quien, como Prats, murió por un coche bomba junto a la activista política Ronni Moffitt, el 21 de septiembre de 1976 en Washington D. C. Por este crimen fueron condenadas varias personas, entre ellas Michael Townley, agente de la CIA, muy cercano a la DINA; Manuel Contreras y el brigadier Pedro Espinoza. Varios años más tarde, se determinó que el mismo Pinochet dio la orden de asesinato.
En 1976 fue disuelto el Comité Pro Paz, debido a las presiones de la Junta Militar, el monseñor Raúl Silva Henríquez organizó la Vicaría de la Solidaridad, que cumplió durante los años de la dictadura una importante labor en la denuncia de las violaciones de los derechos humanos.
Durante el régimen de Pinochet fue dictado el Decreto Ley n.º 2.191, que concedió amnistía a todas las personas que, en calidad de autores, cómplices o encubridores hubieren incurrido en hechos delictuosos, entre el 11 de septiembre de 1973 y el 10 de marzo de 1978, entre ellos miembros de la DINA y CNI.

### DINA

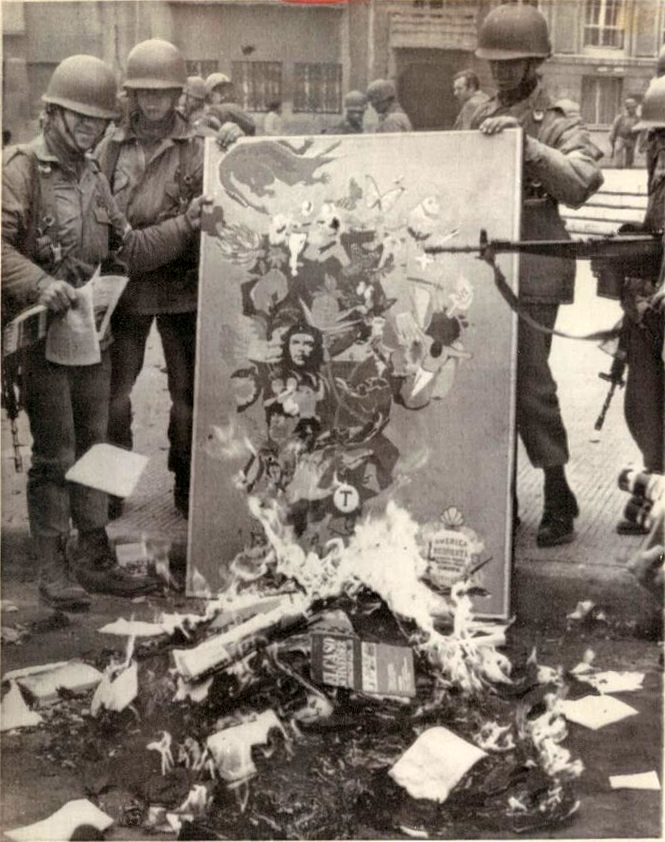
Quema de libros durante los primeros días de la dictadura.

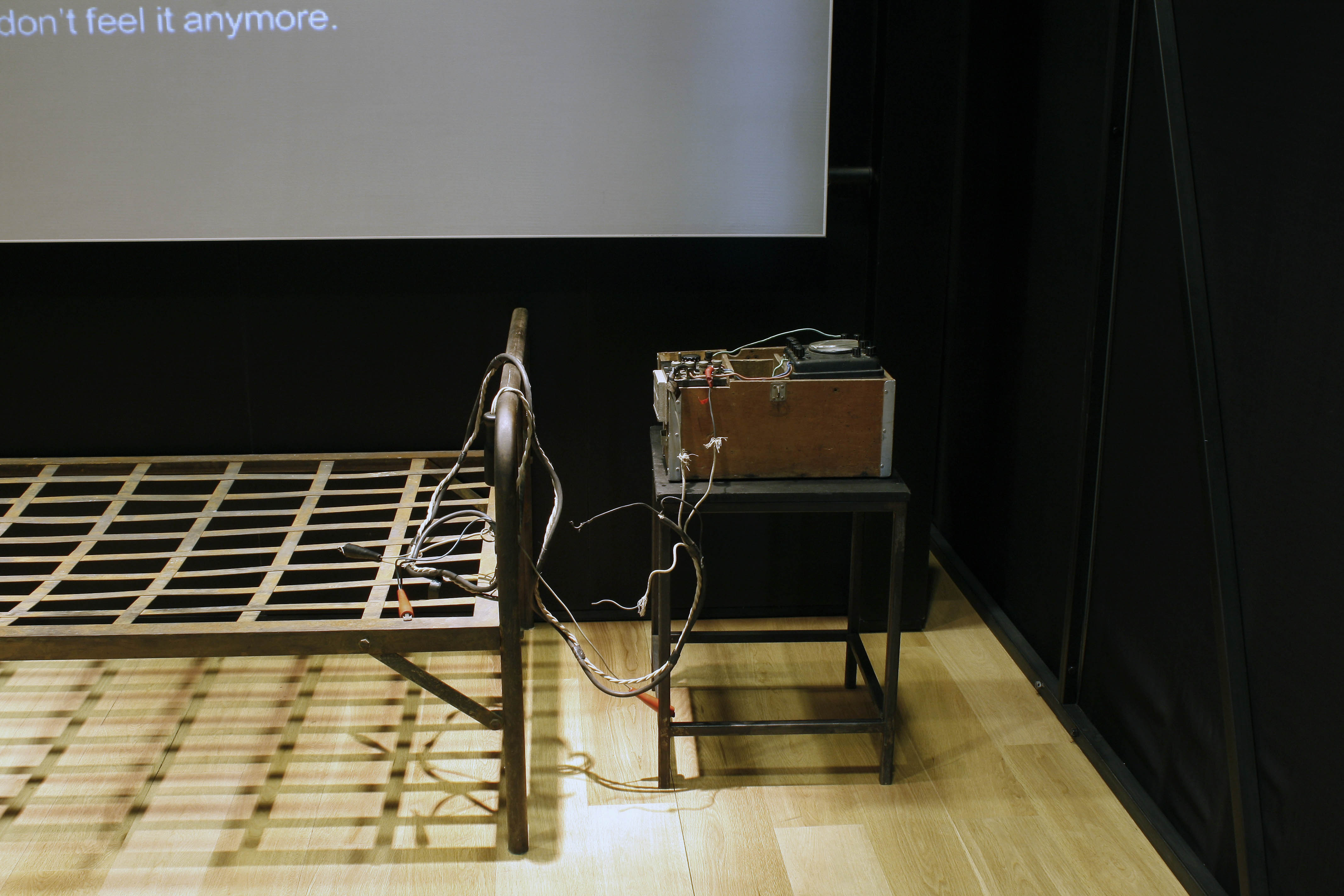
Camilla electrificada para torturas utilizada durante de la dictadura militar.

En 1974 fue creada oficialmente la Dirección de Inteligencia Nacional (DINA) por medio del D.L N.º 521 (aunque funcionaba de facto desde fines de 1973). Esta Dirección quedó a cargo del teniente coronel de ingenieros Manuel Contreras. La DINA tenía facultades para detener y confinar personas en sus centros operativos durante los estados de excepción. Como estos estados duraron casi toda la dictadura, la DINA tuvo estas facultades durante toda su existencia, hasta su reemplazo por la CNI en 1977.
Esta organización tuvo la tarea de anular toda clase de oposición política a la dictadura, la cual de acuerdo a la visión ideológica de la Junta Militar, estaba conformada por grupos de sedición marxistas. Entrenados en la Escuela de las Américas, los agentes de la DINA iniciaron una campaña de represión, focalizado su accionar principalmente contra el Grupo de Amigos Personales (GAP) de Allende, su guardia personal, con 60 muertos, el Movimiento de Izquierda Revolucionaria (MIR) con 400 (sobre 600 según el MIR), el Partido Socialista con 400 y el Partido Comunista con 350.
La DINA empleó sistemáticamente el secuestro, la tortura y el asesinato para lograr sus objetivos. Contaba, además, con agentes internacionales, entre los que se cuenta el estadounidense Michael Townley, uno de los responsables del asesinato de Carlos Prats en Buenos Aires y de Orlando Letelier en Washington D. C..
Su otro dispositivo internacional era la Operación Cóndor, acuerdo de cooperación entre los diversos organismos de represión política de las dictaduras latinoamericanas, con el objetivo de contener cualquier elemento de izquierda.
En 1977, la DINA fue reemplazada por la Central Nacional de Informaciones (CNI), cuyo primer director fue el general Odlanier Mena. Si bien la CNI como organismo represivo fue notoriamente menos violento que la DINA, algunos de sus agentes figuran como involucrados en casos emblemáticos, como el asesinato en 1982 de Tucapel Jiménez, líder sindical y presidente de la ANEF. Desde su creación, una extensa red de informantes de la CNI se implantaron en numerosas instituciones públicas y privadas a lo largo de todo el país, tales como bancos, hospitales, tribunales de justicia, centros comerciales y centros culturales. En el periódico El Mundo, Manuel Contreras acusó a Pinochet de ordenar los atentados contra Orlando Letelier y Carlos Prats.

### Guerra psicológica

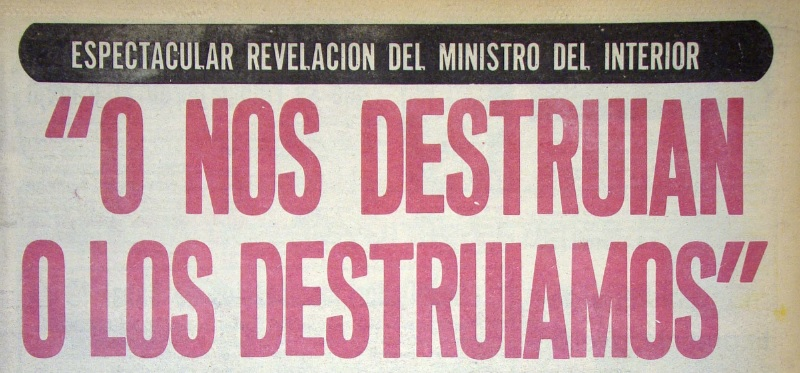
Titular del periódico La Tercera el 15 de septiembre de 1973, buscando justificar el golpe de Estado.

La campaña comunicacional llevada a cabo por la junta militar para fortalecer su idea e imagen entre la población ha sido caracterizada como una forma de guerra psicológica. Esta forma de guerra estuvo orientada a exacerbar las ansiedades y temores mediante las amenazas de orden psicológico, explícitas o implícitas, en la población. Desde 1974 se llevó a cabo la Campaña de Penetración Psicológica Masiva desde la Dirección de Relaciones Humanas y Conducta Social, que estuvo dirigida por el psicólogo Hernán Tuane Escaff. Los objetivos de esta campaña eran múltiples. Dentro de ellos se encontraban generar en la población la asociación «marxismo = mentira, traición y corrupción» usando un lenguaje que se entendiera fácilmente, recurriendo a imágenes simples y consignas repetidas. Otro objetivo consistía en "manejar los sentimientos traumáticos de angustia, neurosis, tragedia, inseguridad, peligro y miedo" con el fin de facilitar la adhesión a la junta. Estos lineamientos se hicieron presentes en los medios de comunicación, mediante la creación de noticias como «Traficantes de drogas financiaban el MIR», «Descubrieron dinamita para hacer volar a toda Lota», «La UP protegía el tráfico de drogas», «Joan Garcés pretendía destruir Chuquicamata» o «Marxistas iban a reemplazar actual bandera».

## Política económica

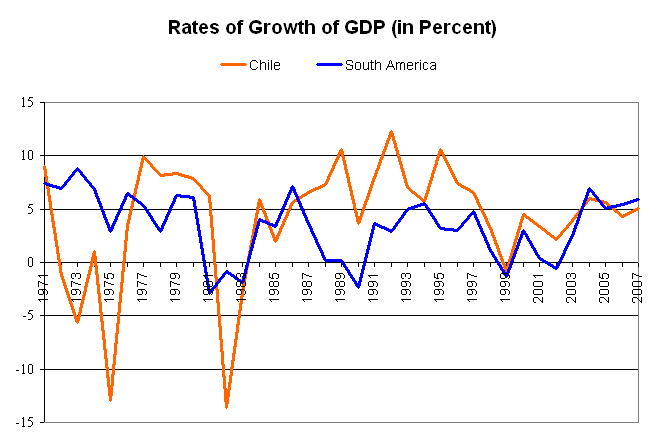
Tasa de crecimiento económico del PIB en Chile (naranja) y Sudamérica (azul) entre 1971 y 2007.

La situación económica heredada del gobierno de Salvador Allende no era buena, con una inflación en 1973 de 342 % y el PGB a la baja. Para enfrentarlo, se confió el manejo económico a unos jóvenes egresados de economía en la Universidad Católica de Chile, con postgrados la mayoría de ellos en la Universidad de Chicago, quienes serían conocidos como Chicago Boys. Los Chicago Boys venían de Estados Unidos con las ideas liberales desarrolladas por profesores como Milton Friedman y Friedrich Von Hayek, importantes teóricos del liberalismo moderno. Estas ideas consistían, sucintamente, en una economía libre, abierta al mundo, con un Estado pequeño y subsidiario, de riguroso equilibrio fiscal, y el funcionamiento libre del mercado. Friedman posteriormente se refirió a estas reformas como el «milagro de Chile». Para sectores liberales económicos, se trató de una revolución capitalista.
Para subsanar la baja del PGB y la hiperinflación nacional generada tras el colapso económico de 1973, los Chicago Boys desarrollaron una serie de ideas de política económica que documentaron en el texto El ladrillo y que decidieron materializar en 1975, mediante la implementación de una economía de libre mercado, con una apertura comercial en el mundo y la reducción de los poderes del Estado, hasta convertirlo en un ente subsidiario.[cita requerida]
Su primera intervención en el Gobierno fue en ODEPLAN (Oficina de Planificación Nacional), en donde plasmaron las ideas económicas de El Ladrillo, documento solicitado por el almirante Merino con anterioridad al golpe de Estado y que fue la aplicación de aquellas ideas a la realidad de Chile. La Armada, encargada del área económica, se guio por dicho texto, contando con la asesoría de los Chicago Boys. Los métodos económicos tradicionales que intentó el régimen no prosperaron, la inflación continuaba por el 300 %, el gasto público seguía alto y el cobre se desplomaba a la baja. Los Chicago Boys ingresaron al régimen en 1975, con Jorge Cauas en el Ministerio de Hacienda, Sergio de Castro (líder de los Chicago) en el Ministerio de Economía y Pablo Baraona en el Banco Central.
Para convencer a Pinochet de sus ideas (el Ejército mantenía el apego al estatismo tradicional de Chile) trajeron a su mismísimo maestro, Milton Friedman, quien le dio dos soluciones a la crisis que pasaba el país. La primera era por medio de una recuperación lenta del «paciente» (Chile), pero advertía Friedman que este de tanto esperar podría morir. La segunda era darle al «paciente» un tratamiento de shock, para revitalizarlo, pero con efectos colaterales muy graves.
El tratamiento de shock consistía en reducir el gasto público en un 20 %; despedir al 30 % de los empleados públicos; aumentar el IVA (impuesto a la transferencia comercial de bienes muebles); liquidar el sistema de ahorro y préstamos de vivienda. Mucha disputa se suscitó sobre esto entre los Chicago Boys y los economistas más clásicos, pero finalmente Pinochet se inclinó por la opinión de los neoliberales y se aplicó el shock. En concreto, se redujo el gasto público en un 27 %, se despidió a un alto porcentaje de empleados públicos, se privatizaron unas quinientas empresas nacionales, se aumentó el impuesto del IVA, se disminuyeron drásticamente los aranceles comerciales a importaciones y se liquidó el sistema de ahorro y préstamos de vivienda. Estas medidas, cuestionadas por los economistas más clásicos, no consiguieron revertir en un comienzo las cifras negativas, pero el modelo se comenzó a afianzar hacia 1977, iniciándose un fuerte crecimiento macroeconómico conocido como el boom, el cual sin embargo no consiguió corregir los altos índices de cesantía. Por otra parte también se aumentaron los gastos en Defensa, los salarios y los beneficios para las fuerzas armadas y los servicios secretos. Una ley determinó que el 10 % de las utilidades anuales, producto de las exportaciones de cobre, se destinaría a la compra de armas.
Los efectos iniciales fueron terribles. Cayó el PGB en un 12 %, se empinó la cesantía al 16 % y el valor de las exportaciones se redujo en 40 %. Pero se empezó a afianzar el sistema a partir de 1977, iniciándose lo que se ha llamado dentro de Chile como el «boom», con cifras positivas en todos los ámbitos, a excepción de la cesantía, siempre alta (cercana o superior al 20 %). 
El boom continuó durante cinco años, hasta detenerse drásticamente con la crisis económica de 1982, la más trágica en el país desde la Gran Depresión en los años treinta. Esta crisis se debió a una recesión mundial en 1980, que afectó fuertemente a la economía nacional, la cual había empezado a depender en exceso del mercado exterior. A lo anterior se sumó el excesivo endeudamiento privado y la fijación del dólar estadounidense a 39 pesos chilenos de la época. La disminución del PIB en un 14,3 % obligó a las autoridades a devaluar el peso en un 18 %, a intervenir más de cinco bancos y a licitar empresas todavía estatales, como Chilectra y la Compañía de Teléfonos. Para intentar controlar la cesantía, que llegó hasta un 23,7 %, se creó el Programa de Ocupación para Jefes de Hogar (POJH) y se intensificó el Programa de Empleo Mínimo (PEM), creado en 1974.
Esta crisis trajo numerosas represalias. El descontento de trabajadores, estudiantes y opositores de la dictadura generó a partir de 1983 masivas protestas nacionales y un fortalecimiento del desaparecido movimiento sindical, iniciativas que fueron violentamente reprimidas. Ese mismo año se crearon la Alianza Democrática y el Movimiento Democrático Popular (MDP), coaliciones políticas que agruparon a diversos partidos opositores a la dictadura con el fin de buscar enfrentar a Pinochet por la vía democrática. En contraste, también se creó el Frente Patriótico Manuel Rodríguez (FPMR), grupo paramilitar de extrema izquierda que se sumaría al Movimiento de Izquierda Revolucionaria (MIR) como opositores que abogaban por la vía armada.
En 1984 Pinochet designó como ministro de Hacienda a Luis Escobar Cerda, economista que se alejó momentáneamente de las ideas liberalizadoras de los Chicago Boys. Sin embargo, en 1985, cuando el país ya parecía recuperado de la crisis, decidió reemplazar a Escobar por Hernán Büchi y retomar el modelo neoliberal. Büchi optó por reformas menos radicales que las de sus predecesores, logrando revitalizar la economía a través de diversas medidas, tales como el control de la tasa de interés, el fomento de las exportaciones, la estatización y renegociación de la deuda externa privada, y la privatización de las empresas estatales más grandes de las restantes (CAP, Enersis, Endesa, Entel, CTC, IANSA, LAN Chile, entre otras). El cobre continuó su proceso de desnacionalización, si bien Codelco se mantuvo como empresa estatal.
Luego del retorno a la democracia, el modelo económico instaurado en Chile durante el período de la dictadura militar se consideró un modelo a seguir por muchos economistas, debido a la prosperidad de sus índices macroeconómicos que se mantuvieron estables durante las décadas siguientes. Sin embargo, las excesivas facultades a la empresa privada y la carencia de control estatal también conllevaron un desmedido incremento de la desigualdad económica y de la segregación social, especialmente en temas de salud y educación, todos ellos problemas que persisten hasta hoy.

### Reforma previsional y laboral

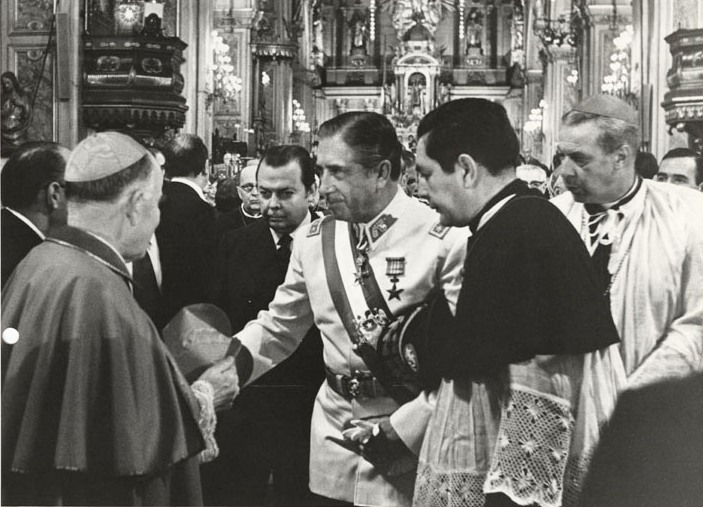
Pinochet en el Te Deum de 1976 en la Catedral de Santiago. De espaldas el cardenal Raúl Silva Henríquez.

Entre las transformaciones más relevantes efectuadas en materia económica por parte de la dictadura militar se incluyen la Reforma Previsional y la Reforma Laboral, ambas concebidas por el ministro del Trabajo, José Piñera Echenique.
En Chile el sistema de pensiones era de "reparto", donde los cotizantes activos financiaban las pensiones de los pasivos, el cual era administrado por el Estado. La principal crítica que se le hacía a este sistema, es que representaba un capital desaprovechado, que bien podría usarse para la inversión privada; y que la administración del sistema en diversas Cajas era ineficiente y onerosa. La ventaja del sistema, en cambio, era que las jubilaciones no dependían de las fluctuaciones del mercado. Con la reforma de 1980, se privatizaron las pensiones, implementándose un nuevo sistema previsional basado en la capitalización individual, en el cual se obligaba a cada nuevo trabajador a cotizar en administradoras privadas de fondos de pensiones (AFP). El ahorro por parte de cada trabajador y las rentas que esta produzcan, constituirán su jubilación. Esto a su vez, vino de la mano con un proceso de bancarización masiva que se produjo como una de las medidas de incremento sostenido del acceso a servicios financieros, para que los ciudadanos chilenos tuvieran suficiente liquidez y la libre disposición de sus capitales en sus cuentas bancarias.
El sistema desde su comienzo tuvo varios detractores, en especial entre la oposición, pero incluso entre gente ligada al gobierno, como por ejemplo, el expresidente Jorge Alessandri Rodríguez (miembro del Consejo de Estado, asesor de la Junta Militar). El sistema fue reformado en los gobiernos de la Concertación y resultó un éxito de rentabilidad para las AFP, pero significó una disminución efectiva de las jubilaciones reales percibidas por los trabajadores, cuya pensión promedio no alcanza el 40 % del salario promedio, contra el 70 % que prometía el ministro Piñera. Ubicándolas por debajo de las normas establecidas por la OIT. El sistema fue replicado a partir de los años 1990 por varios países latinoamericanos.
En tanto, la Reforma Laboral o Plan Laboral, concretada en un Código del Trabajo en 1979, giró en torno a limitar y fragmentar la sindicalización, y a una mayor flexibilización del mercado de trabajo.

## 1978

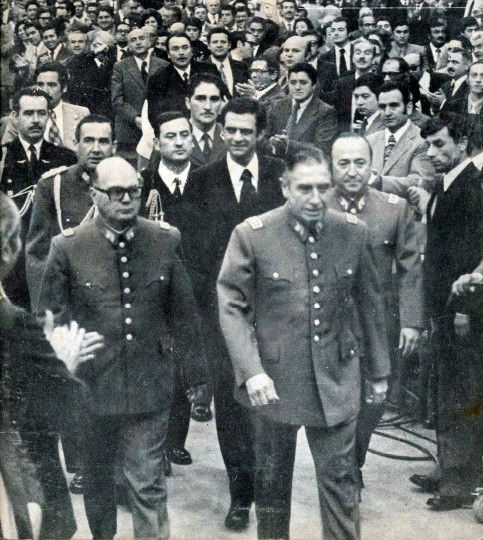
Augusto Pinochet junto al General César Benavides seguidos por Sergio Fernández Fernández en un acto en el edificio Diego Portales, 1 de mayo de 1976.

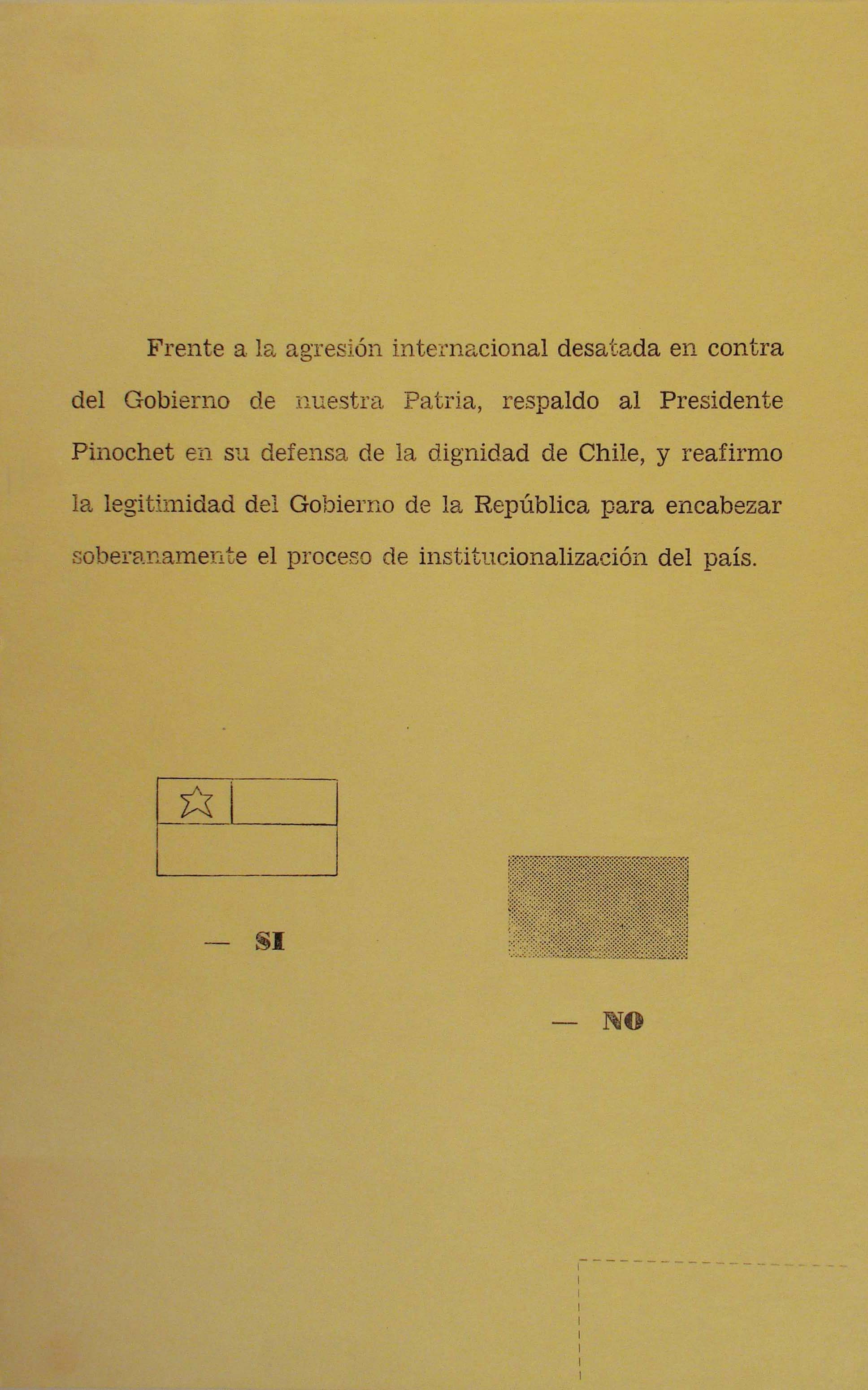
Voto del referéndum para legitimar el régimen en 1978. Obsérvese la redacción, las banderas y la posición de estas.

En 1978, la dictadura militar enfrentó uno de sus momentos más complejos. Recibió la condena mundial por el asesinato de Orlando Letelier en Washington D. C., la polémica con el general Leigh y su expulsión, y el clímax del conflicto del Beagle con Argentina que casi desemboca en un enfrentamiento bélico.

### Letelier
Las primeras malas noticias para el régimen venían desde Estados Unidos. El atentado explosivo contra Orlando Letelier era más de lo que ese país podía aguantar. Las investigaciones correspondientes les revelaron que durante el atentado a Letelier habían pasado por el país dos agentes de la dictadura: Juan Williams y Alejandro Romeral, identidades que eran falsas, y que el fiscal identificaría gracias a información proveniente de Paraguay (lugar donde se realizó la falsificación de los pasaportes) como el estadounidense Michael Townley (posible agente de la CIA) y el capitán del Ejército Armando Fernández, ambos agentes de la DINA. Fernández fue el que investigaba las acciones diarias de Letelier, preparando la información para que Townley, junto a exiliados cubanos, prepararan la bomba que terminaría con la vida del ministro de Allende. 
El testimonio de Townley sobre los hechos es cuestionado por Raúl Iturriaga Neumann acusándolo de que no estaría "respaldado por pruebas concretas" y de que Townley es el único que lo menciona, además de que antes del atentado no habría conocido a las personas con las que se le acusa de asociarse ilícitamente con la DINA, además hace énfasis en las circunstancias de su colaboración con las autoridades y de que el testimonio fue obtenido en un contexto donde él ya había sido condenado. Iturriaga acusa a la CIA como única responsable del atentado.
El gobierno de los Estados Unidos, enfurecido por la situación, exigió la entrega inmediata de Townley, por su condición de estadounidense, a lo que Chile respondió rápidamente, por el temor al corte de relaciones diplomáticas. Se exigió además la extradición de Contreras y la de Fernández, pero la Corte Suprema denegó la extradición, ya que, se argumentaba, la única prueba que poseían en su contra eran las declaraciones de Townley. Otros sectores afirmaron que esta defensa era errónea, argumentando que también se tenían los pasaportes falsos y el testimonio de los cubanos exiliados. El caso Letelier no fue perdonado por la amnistía de 1979. Estados Unidos reaccionó con el Filipinazo.

### Leigh
Uno de los más graves problemas del caso Letelier fue la ruptura definitiva entre Leigh y Pinochet, aunque era un enfrentamiento que venía gestándose desde el principio de la dictadura. Leigh tenía ideas políticas muy diferentes a las del presidente de la Junta, empezando por la molestia que sentía el aviador hacia el dictador por el protagonismo de este último, siendo que Leigh se consideraba el planificador del golpe, en lo económico aspiraba a un estilo más clásico, diferente al del planeado por los Chicago Boys, y en lo político deseaba colocar plazos para el retorno de la democracia.
Sus declaraciones al diario italiano Corriere della Sera gatillaron la crisis. Allí dirigió duros ataques a Pinochet y su política, hablando de que la dictadura militar  había devenido en una «dictadura personalista» y de que «consideraría muy seriamente» su posición en la Junta, si el régimen hubiera tenido algo que ver con el caso Letelier. Pinochet, Merino y Mendoza le pidieron una retractación por estas palabras, que habían dado la vuelta al mundo, pero Leigh se negó pese a los consejos de Merino y de los ministros civiles.
Los otros miembros de la Junta le dieron la opción de renunciar o lo destituirían. Él no lo aceptó, ya que el estatuto de la Junta especificaba que un miembro solo podía ser destituido por imposibilidad física o psíquica, y además tenía el apoyo de casi toda la cúpula de la Fuerza Aérea.
Finalmente los restantes miembros, invocando las atribuciones contenidas en el estatuto de la Junta, lo destituyeron mediante el decreto n.º 624 de 24 de julio de 1978, que expresaba que: «el general Leigh se encontraba absolutamente inhabilitado para continuar ejerciendo sus funciones» (al remitirse dicha decisión a la Contraloría, esta lo consideró jurídicamente como un decreto ley); mientras el ejército cercaba todas las bases de la Fuerza Aérea. Diecisiete generales lo apoyaron y renunciaron junto con él, pero eso no impidió nada. Fernando Matthei, el elegido por la Junta, tomó inmediatamente la posesión de sus dos nuevos cargos.

### Crisis con Argentina

El conflicto del Beagle entre Argentina y Chile y su proyección marítima.

Desde la firma del Tratado de límites entre Chile y Argentina de 1881 hasta 1888 se consideró a ambos lados de la frontera que las islas al extremo sur de América eran chilenas. Solo a partir de 1898 con la aparición del primer mapa oficial argentino con un límite divergente de los anteriores, comenzaron las reclamaciones argentinas sobre las islas. Su intención era potenciar la base naval de Ushuaia, al interior del Canal Beagle. Argentina sostenía que el Beagle no pasaba por el norte de las islas, sino que bifurcándose, pasaba por el norte y el oeste de ellas. Además planteaba el principio bioceánico, según el cual Chile no podía tener salida al Océano Atlántico ni Argentina al Océano Pacífico.
En 1971 ambos países acordaron someter el litigio a la sentencia vinculante de un tribunal internacional cuyos miembros fueron elegidos en común por ambos gobiernos. A la Reina Isabel II de Inglaterra le correspondía solo el rol formal de dar a conocer la sentencia. En 1977 se dio a conocer la sentencia favorable a la tesis chilena, pero que también permitía la navegación argentina en el canal.
Mas la dictadura militar argentina del general Jorge Rafael Videla, proclamó «insanablemente nulo el fallo» y planificó una Guerra de agresión contra Chile.
El 22 de diciembre de 1978 Argentina puso en marcha la Operación Soberanía para ocupar las islas militarmente e invadir Chile continental. Horas después, la junta militar argentina abortó la operación y aceptó la mediación papal ofrecida por el papa Juan Pablo II.
La crisis ha sido el mayor peligro de guerra que tuvo Chile en el siglo XX, pero dado que los medios estaban bajo control del gobierno, con censura o autocensura, y el gobierno quiso mantener a la opinión pública alejada de la discusión, no se vivió un clima de guerra, en todo caso no como en Argentina donde se vivía la fiesta del mundial de fútbol ganado por la selección argentina y se preparaba a la juventud para el mundial del Beagle.
En Chile, la incipiente oposición liderada por Eduardo Frei Montalva, dio un respaldo al gobierno en una entrevista para el diario "La Tercera" donde criticaba la actitud argentina: "Estas son materias de Estado que están por sobre la temporabilidad de los Gobiernos, nos oponemos al gobierno militar por sus prácticas antidemocráticas, el corte de las libertades, pero es claro que aquí se está alimentando, no por Chile, un conflicto de dramáticas consecuencias".
La posibilidad cierta de una guerra hizo aumentar en forma dramática el gasto militar: desde 1976 a 1980 el gasto militar como porcentaje del PBN aumentó en 1976 3,5%, en 1977 3,5 %, en 1978 4,1 %, en 1979 4,6 %, y en 1980 5,2 % (en comparación el mismo gasto de Brasil bajó desde 1,2 % al 0,5 %) en desmedro de las otras tareas del estado.
Como consecuencia de la tensa situación, Chile dio durante la guerra de las Malvinas al Reino Unido informaciones sobre tráfico aéreo en el sur argentino.
La solución al conflicto del Beagle solo se logró tras el debacle argentino en la guerra y el retorno a la democracia en Argentina. La transacción quedó plasmada en el Tratado de paz y amistad entre Chile y Argentina de 1984. Merino fue más crítico del límite marítimo estipulado en el tratado, siendo opositor a este , teniendo preocupación sobre sus consecuencias en la proyección hacia el continente antártico, mientras que Pinochet fue más propenso a darle el visto bueno.

## Constitución de 1980

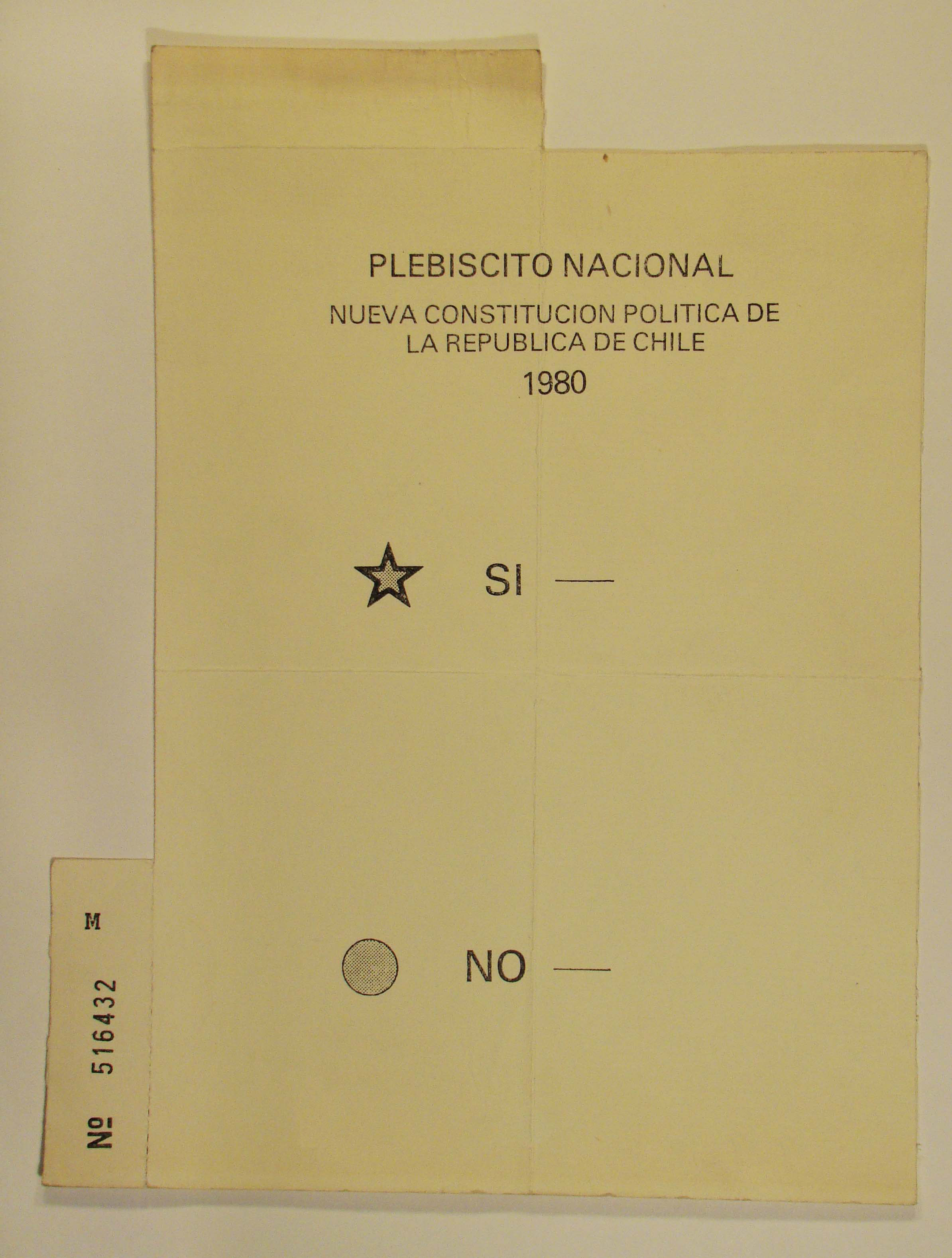
La Constitución de 1980 se aprobó tras el plebiscito del 11 de septiembre de ese año, señalado como irregular al no existir registros electorales, transparencia en cómputos ni tribunal electoral.

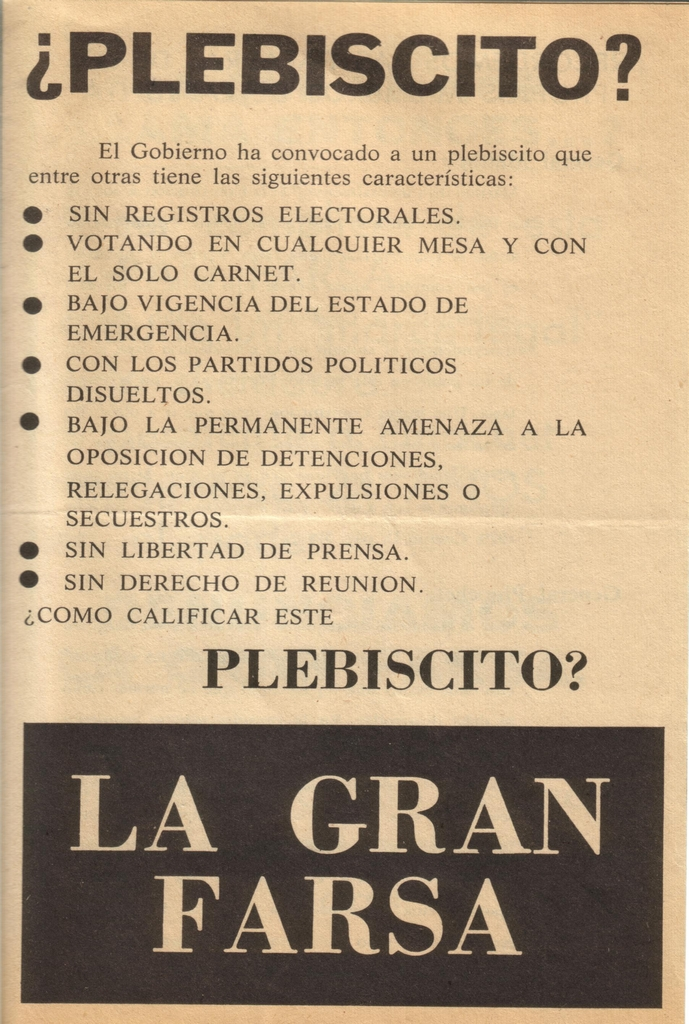
Panfleto de la época en contra del plebiscito de 1980.

A inicios de la dictadura militar, el general Leigh planteó el problema de darle al país una nueva carta fundamental, en reemplazo de la Constitución de 1925 que condujo (según Leigh) al quiebre institucional. Le dio el trabajo de elaborar un anteproyecto de Constitución a la Comisión Ortúzar, presidida por el jurista Enrique Ortúzar, y entre los elementos claves se encontraría el líder gremialista Jaime Guzmán. En 1978 Pinochet ordenó que se entregara el anteproyecto al Consejo de Estado, quien redactaría la nueva Constitución.
El consejo estaría integrado por representantes de los diversos sectores del país (excluyendo a la izquierda) y los expresidentes que todavía vivieran (Gabriel González Videla, Eduardo Frei Montalva y Jorge Alessandri Rodríguez, aunque Frei rechazó la invitación). El consejo fue presidido por Alessandri, creyendo este que podría plasmar sus ideas en la nueva Constitución; él prefería una reforma a la de 1925 para sustentar más la legalidad, ya que sus ideas de una rápida transición a la democracia serían desestimadas y cambiadas por los miembros de la Junta de Gobierno. A pesar de eso sería, junto al gremialista Jaime Guzmán, el cerebro del consejo, plasmando gran cantidad de ideas que tenía planeadas desde su intento fallido de reforma durante su Gobierno. Como insistiese ante la Junta por su propuesta de transición (que duraba seis años, en vez de los dieciséis que planteaba Pinochet), renunció a su puesto en el concejo.
Para legitimar la Constitución, Pinochet llamó a un plebiscito a realizarse el 11 de septiembre de 1980. No hubo oposición a la propuesta más que el Caupolicanazo, único acto permitido en el Teatro Caupolicán, encabezado por Frei Montalva para votar negativo. No hubo registro electoral ni tribunal electoral, marco en el que se observaron numerosas irregularidades. El plebiscito tuvo un resultado oficial de un 67% de aprobación, resultado sumamente cuestionado en virtud de las condiciones mencionadas.
La Constitución de 1980 significó la disminución de las facultades del Congreso Nacional; la creación del Tribunal Constitucional; transformar al Estado en uno subsidiario en lo económico, social y cultural; se creó el Consejo de Seguridad Nacional, presidido por el presidente de la República; se sustituyó el sistema proporcional electoral por uno binominal; se estableció el sistema de segunda vuelta electoral cuando no se ha logrado mayoría absoluta en las elecciones presidenciales; se fijó el período presidencial en 8 años, y se estableció un plazo de transición a la democracia: durante ocho años Pinochet gobernaría como presidente, y cuando terminase ese período la Junta pondría un candidato (que sería Pinochet posteriormente) para que lo aprobase en un nuevo mandato de 8 años o lo rechazase, luego de esto podía ser reelegido otros 8 años.
Luego, en el año 2005, bajo la administración del presidente Ricardo Lagos se aprobó una serie de reformas a la constitución de 1980, que según el mandatario tuvieron por finalidad democratizar y modernizar la carta magna. Algunas reformas afectaron a las atribuciones de los funcionarios públicos y el plazo durante el cual ejercen sus cargos. Por ejemplo, se redujo el período presidencial (que ya había sido reducido a seis años en 1994) a cuatro años, excluyéndose como ha sido la tónica, la posibilidad de ir por un segundo término consecutivo.

## Comienzo de una nueva década

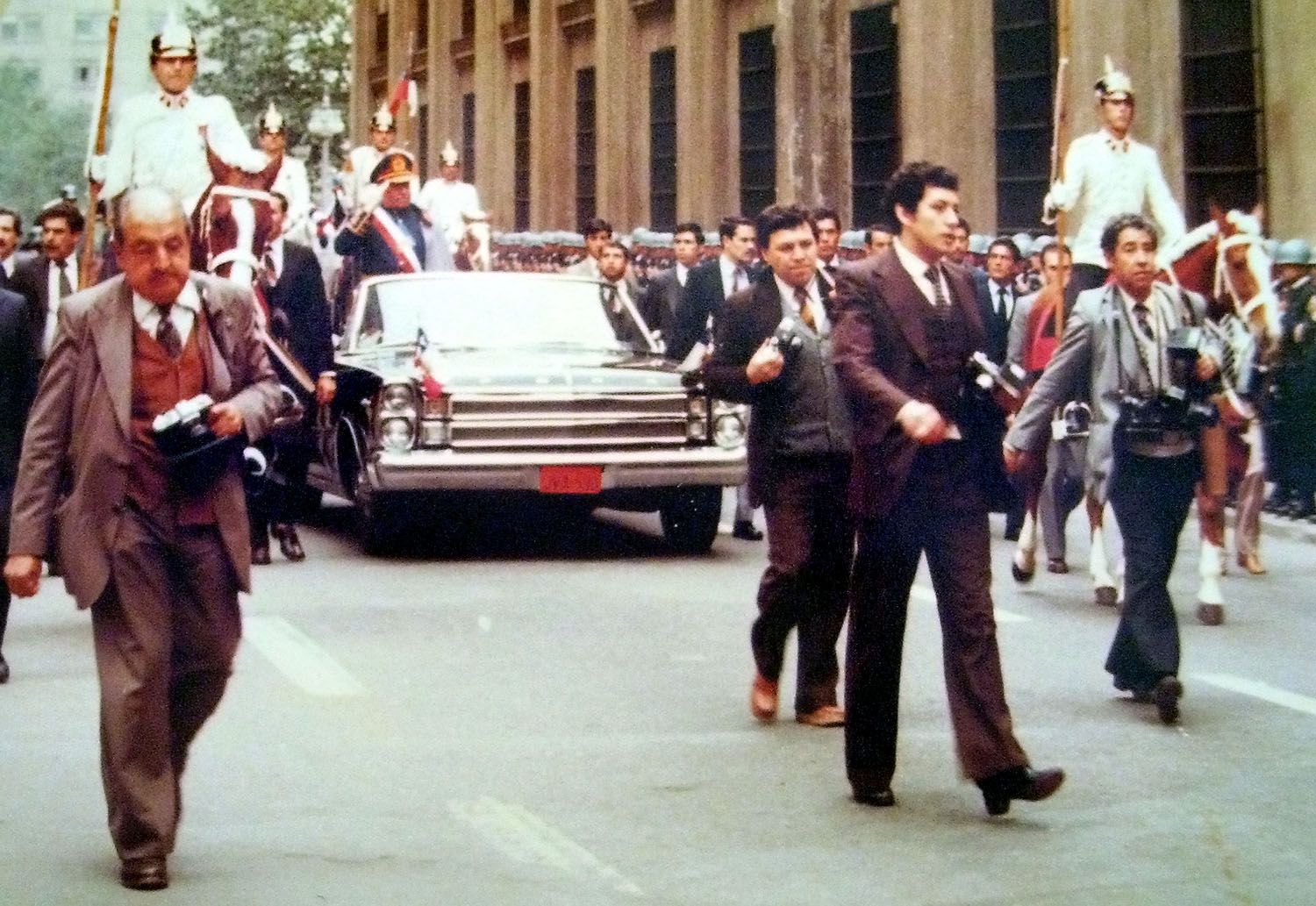
Desfile en celebración del aniversario del golpe de Estado, 11 de septiembre de 1982.

Al poco tiempo del triunfo del plebiscito de 1980 la dictadura de Pinochet se vería afectada por el caso Letelier. Se había programado un viaje a las Filipinas, donde estaba al mando el dictador Ferdinand Marcos y su esposa Imelda Marcos. Cuando el avión estaba en medio del Pacífico, Marcos canceló abruptamente la visita, diciendo que no tenía suficientes fuerzas de seguridad. Pinochet tendría un traspié internacional, ya que tuvieron que aterrizar en las islas Fiyi, que tenía un gobierno socialista. Imelda Marcos después diría que fue la presión de Jimmy Carter la causa de cancelar el viaje. Debido a esto, Pinochet sacó del cargo al Canciller Cubillos, quien tuvo una gran importancia en la crisis con Argentina, y que logró sacar a Chile del ostracismo internacional en el tema económico. También se retira del ministerio José Piñera Echenique, quien después de despachar la ley minera que introducía ciertas modernizaciones, renunció a su cargo por estar en desacuerdo con la política de cambio fijo del ministro De Castro.
Pinochet los reemplazó a ambos con militares, quedando como único civil “fuerte” en el gobierno (descontando los Chicago Boys), el ministro del interior, Sergio Fernández Fernández, que se había convertido en imprescindible, pero que no tenía ninguna ambición política real.
Se realiza un nuevo cambio, ya que Pinochet se traslada desde el edificio Diego Portales al Palacio de La Moneda, que fue destruido durante el bombardeo aéreo del golpe de Estado, perdiéndose gran cantidad de obras de arte y documentos históricos. Pero algo nuevo se encontró en los sótanos, y eran los planos originales de la casa de gobierno, que realizó el arquitecto Joaquín Toesca en el siglo XVIII, remodelándose el palacio según el original.
Pinochet empezaba así la nueva década, afianzando su posición y opacando a los que posiblemente le pudiesen hacer sombra en el futuro. Pero este poder tambaleó nuevamente con la crisis de 1982.

## Crisis de 1982

### El inicio

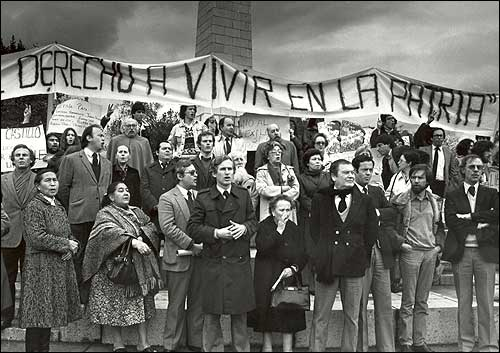
Protesta pacífica contra la dictadura militar.

La revolución iraní de 1979 del Ayatolá Jomeini causó estragos en el precio internacional del petróleo, produciéndose una segunda crisis de este recurso, y la guerra Irán-Irak entre 1980 y 1988. Esto provocó que los países redujeran su actividad económica produciéndose una recesión. Se elevaron las tasas de interés, y se produjo la insolvencia de varias instituciones, lo que provocó la baja en los precios de las materias primas, especialmente del cobre (la principal exportación chilena).
Con la economía abierta que planteaban los Chicago Boys, los vaivenes de la economía mundial golpearon duramente a Chile. La crisis empezó a manifestarse con la quiebra de grandes empresas. Entre otras razones, los efectos de la recesión mundial se vieron agravados por un tipo de cambio fijo frente al dólar (1:39), que impedía el desarrollo de las exportaciones y favorecía el endeudamiento.
Los bancos y las empresas se empezaron a endeudar durante «el Boom», llamado en el extranjero el «Milagro de Chile», y ahora no tenían cómo pagar. Los economistas se dividieron sobre las medidas a tomar: Castro decía que se debía seguir con el cambio fijo, mientras que otros preferían devaluar y además cambiar a un tipo de cambio flexible que lo regulase el mercado.
Pinochet se decidió por la devaluación y Castro fue despedido del Ministerio. Los efectos de la devaluación fueron desastrosos, pues la gente se endeudaba en dólares y por tanto su deuda se multiplicaba. Los bancos también se volvieron insolventes, y el régimen decidió intervenirlos adquiriendo el Estado las deudas privadas. Paralelamente a esto, subían los precios y la cesantía sobrepasaba los veinte puntos porcentuales. Se iniciaron las primeras huelgas y protestas masivas contra la dictadura militar. Las primeras fueron pacíficas, pero ante la negativa de la Junta Militar a escuchar a la oposición, se incrementó la violencia y extensión de las protestas por lo que el gobierno envió al Ejército a realizar las labores represivas tradicionalmente confiadas a Carabineros, debido a que la Policía uniformada ya no era capaz de mantener el orden público, la intervención del Ejército de Chile agravó más aún la situación dada la dureza con que reprimieron las protestas callejeras, incluso en una de esas jornadas de represión dejó un saldo de 18 muertos, siendo esta la tónica durante las siguientes jornadas de protestas.
En el año 1982 el PGB bajó un 14 % y la inflación se mantenía en un 21 %, la cesantía en un 26 % y las reservas internacionales disminuyeron en 1200 millones de dólares.
El banquero Javier Vial, es responsabilizado por el gobierno de la crisis, y es enviado por el poder judicial a la cárcel Capuchinos entre noviembre de 1983 y julio de 1984, acusado de infringir la ley de bancos, a lo que este responde arrastrando a la cárcel a los exfuncionarios de gobierno Rolf Lüders y Boris Blanco.

### La recuperación económica

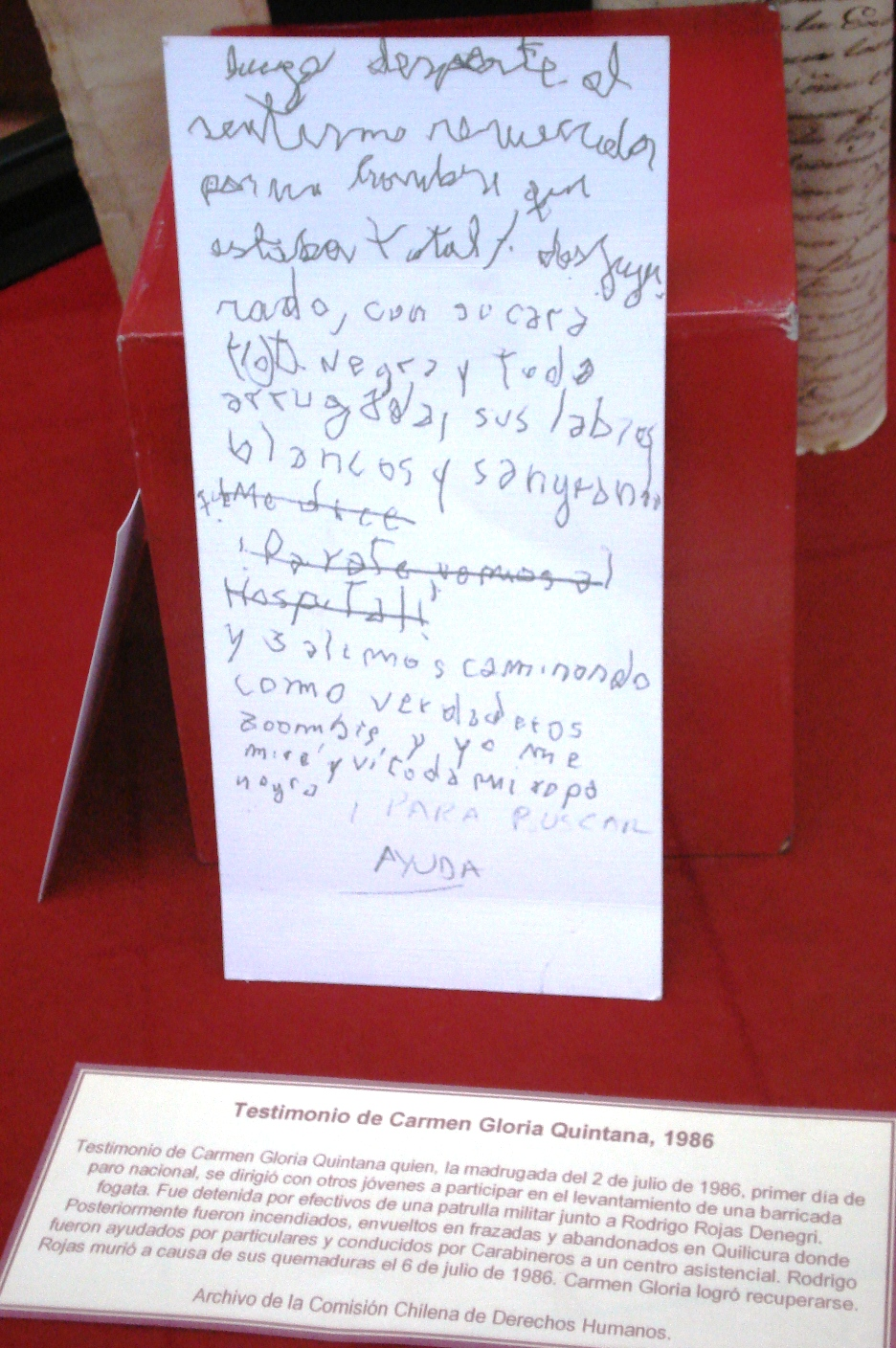
Testimonio de Carmen Gloria Quintana contra la dictadura militar, quemada el 2 de julio de 1986 durante la primera Jornada Nacional de Protesta. Colección del Archivo Nacional de Chile.

Concluida la etapa más cruda de la crisis, Pinochet en 1985 reemplazó a Jarpa y a Escobar. Entraría a manejar la economía chilena el ingeniero civil Hernán Büchi el que, con reformas menos ortodoxas que sus predecesores, lograría revitalizar la economía. Dicho período fue nombrado el «Segundo Milagro Chileno».
Para la nueva reactivación, el nuevo ministro tomó las siguientes medidas:
- Fuerte reducción del gasto en el sector público, con medidas como rebajar el gasto social y las jubilaciones.
- Política de devaluación del peso en función del dólar muy fuerte, que sobrepasasen la inflación. De esta manera, con el dólar alto, se favorecían las exportaciones y se restringían las importaciones.
- Privatizaciones de empresas que seguían siendo estatales: la Compañía de Acero del Pacífico (CAP), las eléctricas ENERSIS y ENDESA, las de telecomunicaciones ENTEL y Compañía de Teléfonos de Chile (CTC), la productora de azúcar IANSA, la línea aérea LAN Chile, Laboratorio Chile, entre otras.
- Privatización de los bancos intervenidos por el gobierno durante la crisis.
- El control de las tasas de interés por el Banco Central y ya no por el mercado.
- Descenso controlado de los aranceles.

El resultado de su gestión fue el retorno al liberalismo económico que implantaron los Chicago Boys, pero de una forma mucho más controlada, sin el dogmatismo que le imprimieron sus antecesores, y un crecimiento económico sorprendente que llevaría a Chile a duplicar su PGB en el lapso de diez años.
Dichas privatizaciones, sin embargo, se realizaron fuera de toda fiscalización, sin bases de licitación y bajo una completa falta de transparencia, lo cual provocó un gran perjuicio económico a los intereses del país, en lo que la investigadora María Olivia Monckeberg denominó "El saqueo de los grupos económicos al Estado chileno". Se estima que en dichas operaciones el Estado chileno perdió el equivalente a 2 mil 223 millones de dólares, de hecho según la contraloría General de la República solo la privatización de CAP significó pérdidas para el Estado de 706 millones de dólares, y la de ENDESA 811,5 millones. Entre los principales beneficiarios de estas operaciones se encuentran el entonces yerno de Pinochet Julio Ponce Lerou, Roberto De Andraca, José Yuraszeck, los grupos de Hurtado Vicuña, Fernández León y el grupo Penta de Carlos Alberto Délano.
Los beneficios del rendimiento macroeconómico del país, sin embargo, no se distribuyeron homogéneamente entre la población, produciéndose un rezago entre este y los indicadores de desarrollo humano. Hasta 1990 más de la mitad de la población chilena se encontraba en zona de pobreza o indigencia. Hacia 1987 el país todavía mostraba cifras de subalimentación según los estudios de la CEPAL y la FAO; recién a fines de la década de 1990 Chile volvería a recuperar el promedio de calorías per cápita que tenía en 1973.

## Política social

### Salud
Uno de los cambios más abruptos que se produjeron en los aspectos sanitarios en el país, fue el del agua potable y saneamiento: En 1977, todas las empresas estatales de este rubro se unificaron en el Servicio Nacional de Obras Sanitarias (SENDOS), lo que trajo consigo un profundo proceso de reestructuración y paulatina externalización de los servicios a empresas privadas. Esto a su vez provocó un incremento exponencial y masivo de conexión al sistema de agua potable y alcantarillado urbano y rural: mientras en 1974, el porcentaje de cobertura del alcantarillado urbano era de 35%, en 1990 ascendió a 75%; por su parte, el acceso domiciliario urbano al agua potable también aumentó de un 60 a un 95% durante el mismo periodo. Esto permitió el acceso de gran parte de la población a contar con un cuarto de baño propio dentro de sus viviendas, reemplazando así las letrinas en «pozos negros», utilizadas comúnmente en los domicilios de menores ingresos.
En 1978, el régimen instauró el Programa Nacional de Inmunizaciones (PNI), donde se garantizó de manera universal y gratuita desde el nacimiento de una persona, un calendario de vacunación contra las enfermedades infectocontagiosas que más afectaban a la población chilena, con el fin de reducir al máximo los contagios y la morbilidad de éstas. Al año siguiente, se unificó el seguro médico estatal en el Fondo Nacional de Salud (FONASA). Anteriormente, existía un trato diferenciado entre quienes eran empleados públicos (funcionarios) o privados, cubiertos por el Servicio Médico Nacional de Empleados (SERMENA), con los obreros y el resto de la población, atendidos por el Servicio Nacional de Salud (SNS).

### Vivienda
Con el establecimiento de la política económica liberal, se hizo una férrea defensa a la propiedad privada en todos los ámbitos de la vida económica nacional chilena, que también se incorporó en las políticas públicas en relación con las viviendas sociales. El Estado disminuyó considerablemente la construcción de casas y departamentos, relegando esa tarea a empresas constructoras privadas, las cuales construían viviendas financiadas por un sistema de «subsidios habitacionales» para las familias de más bajos recursos. Se establecía así el derecho a la vivienda, pero como un derecho adquirido mediante el esfuerzo de un ahorro mínimo previo de las familias, para poder optar a dichos beneficios estatales. En el decenio 1979-1989, fueron entregados por parte del Estado 502.767 títulos de dominio de vivienda social definitiva para sus propietarios únicos. El propio Pinochet aseveró en una entrevista de 1987, que su intención era «hacer de Chile un país de propietarios y no de proletarios».
El precio de la vivienda en Chile se desreguló, dejándolo a los criterios del libremercado. Asimismo, a partir de la década de 1980 comenzó un proceso de erradicación masiva de pobladores de asentamientos informales de las grandes ciudades, conocidos en el país como «poblaciones callampa», trasladando a las familias hacia sectores destinados para ellos; como en el caso del Gran Santiago, que fueron llevados a las zonas periféricas de la ciudad a barrios construidos específicamente para cubrir sus necesidades básicas, como también a los habitantes irregulares en la ribera del río Mapocho, los cuales fueron reubicados en sectores de mayor altura y menos húmedos, siendo uno de los casos más emblemáticos el del cerro 18 en Lo Barnechea.

### Obras públicas

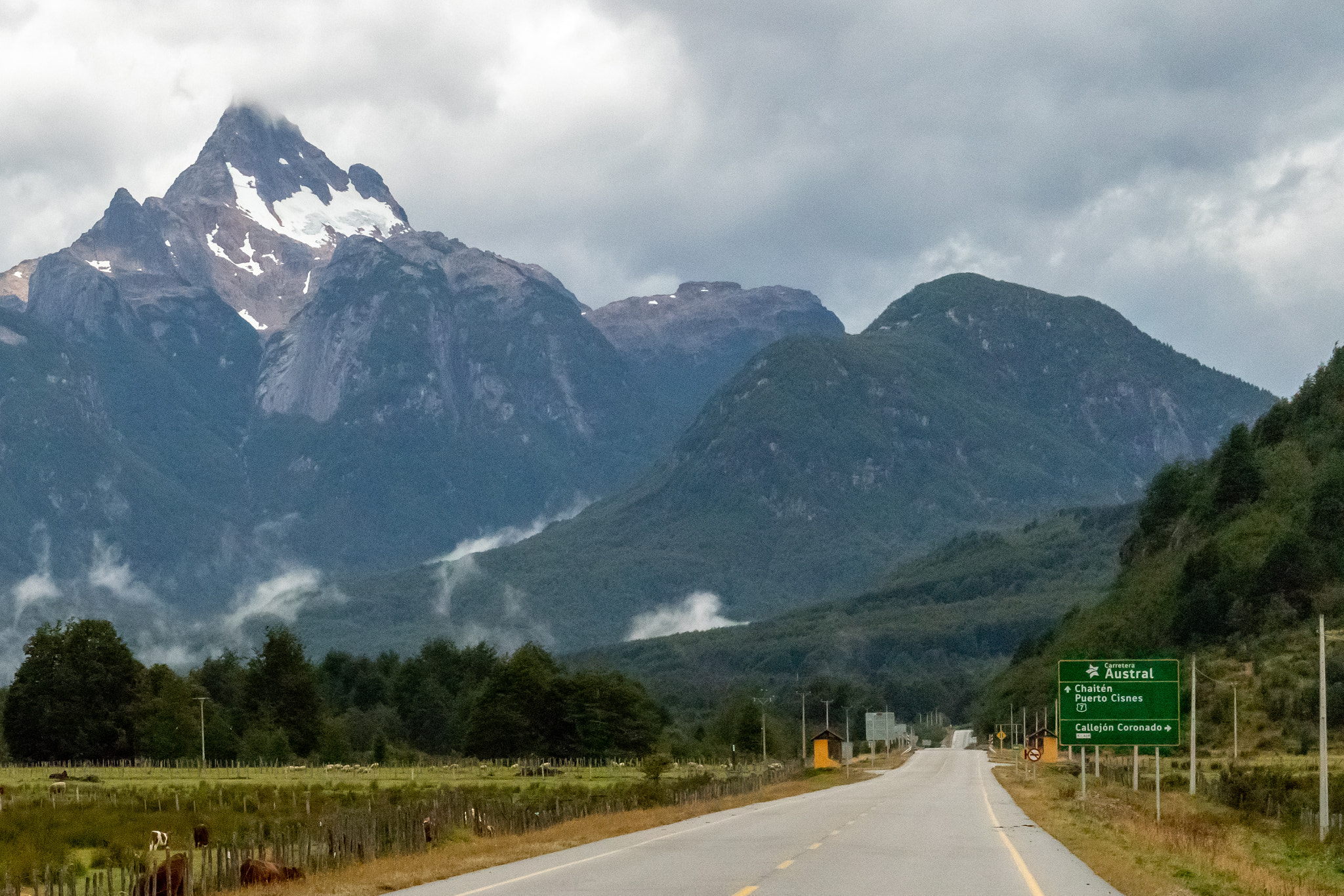
En 1976 comienza la construcción de la Carretera Austral para conectar por tierra grandes partes de la Zona Austral de Chile.

Uno de los principales objetivos que se trazó la dictadura militar fue aumentar la conectividad del país, mejorando la red vial por razones económicas para el transporte de personas y mercancías, así como también de estrategia logística militar, siendo su obra vial más insigne la Carretera Austral, la cual se basó en un comienzo en reorientar la ruta para que se conectaran directamente las ciudades de Chaitén y Coyhaique. El proyecto a gran escala en la zona procedía de estudios que Pinochet había hecho en 1956, cuando era profesor en la Academia de Guerra, siendo mencionada en su libro de geopolítica.

### Rol de la mujer

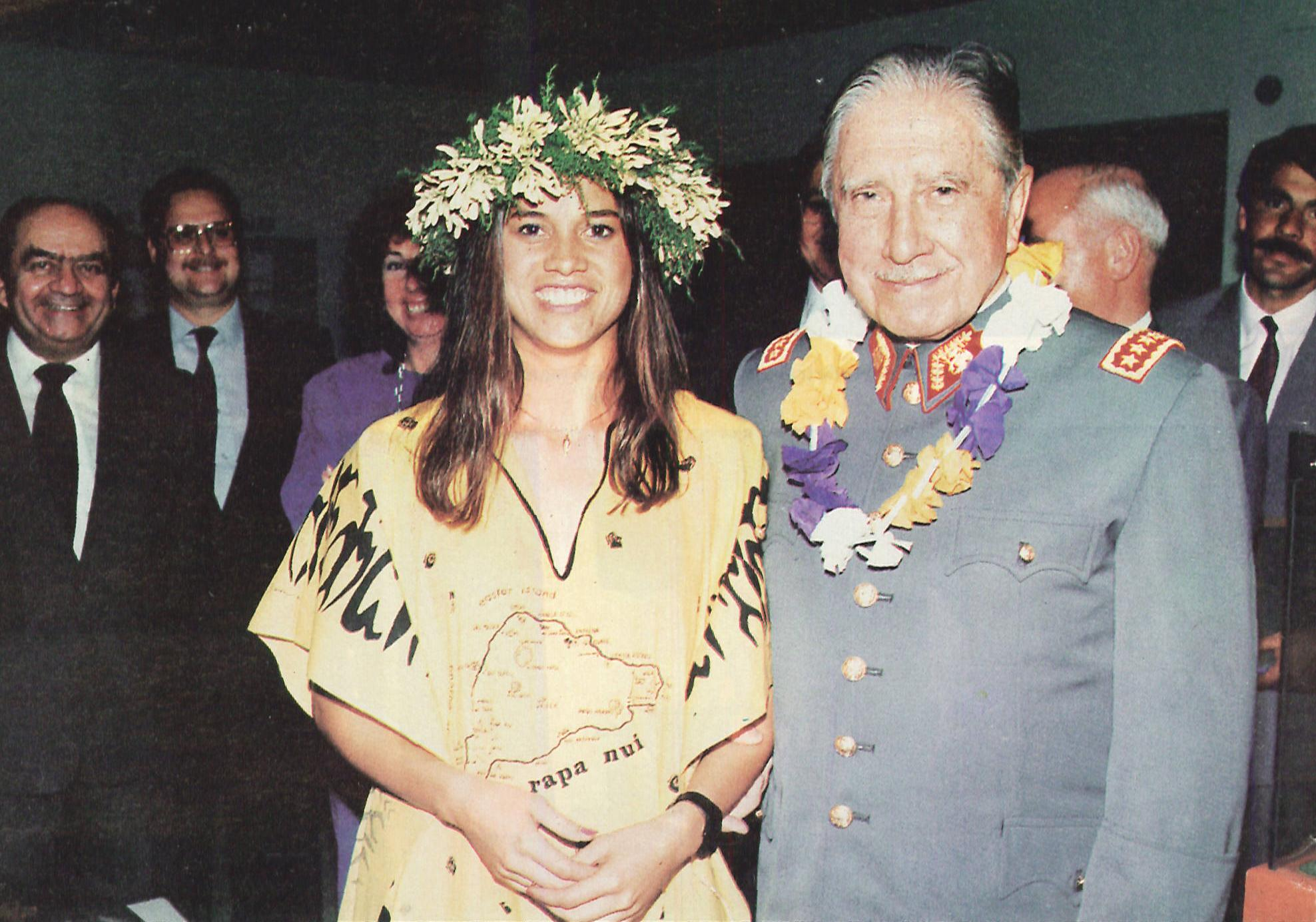
General Pinochet junto a una mujer rapanui.

Durante este periodo se fomentó la participación de la mujer en la vida social chilena bajo un punto de vista socialconservador. A través de CEMA Chile (acrónimo de «Centro de Madres»), la primera dama de la Nación de entonces, Lucía Hiriart Rodríguez, gestionó una extensa red de mujeres voluntarias a lo largo de todo el país, por lo general casadas y madres de familia, para la realización de actividades socioculturales donde las mujeres jugaban un rol protagónico. Para poder realizar dichas funciones, desde el gobierno central le fueron cedidos a esta institución alrededor de 236 bienes inmuebles fiscales, sumados a unas 125 propiedades donadas por privados, contabilizando un total de 360 sedes en todo Chile.
En 1989 fue derogada la normativa que establecía la «incapacidad relativa» de la mujer casada para administrar y disponer de su patrimonio dentro de la sociedad conyugal, regla que provenía del Chile colonial y se mantuvo durante toda la historia republicana hasta ese entonces.

### Pueblos indígenas
La política de tierras de los pueblos indígenas de Chile comenzó a regirse a través del DL N°2.568 de 1979, el cual abrió la posibilidad de la propiedad individual de la tierra por titulares únicos y no colectivos pertenecientes a las etnias originarias nacionales, bajo un régimen especial denominado «tierra indígena», donde se impuso una restricción de enajenación de la propiedad (venta, cesión o permuta) por un plazo mínimo de 25 años, permitiendo la herencia de éstas a sus legítimos herederos de origen indígena, en caso de fallecimiento. En 1976, se creó el Consejo Regional y los Consejos Comunales Mapuches para Región de La Araucanía, organismos asesores de la intendencia regional en Temuco. 
En febrero de 1989, la Junta General de Loncos y Caciques de Nueva Imperial, pertenecientes al pueblo mapuche, nombró a Augusto Pinochet como «Ulmen F'ta Lonco», título honorífico que quiere decir «Gran Autoridad», en agradecimiento por las buenas relaciones que tuvieron con el Poder Ejecutivo durante la dictadura.

### Política migratoria
El Decreto Ley N.º 1.094 de 1975 fue concebido como una herramienta clave dentro del marco ideológico de la Doctrina de la Seguridad Nacional. Este decreto, elaborado durante los primeros años de la dictadura, reflejaba la preocupación por preservar el «orden interno» ante la percepción de amenazas ideológicas y políticas. Su propósito principal era prevenir el ingreso de personas consideradas potenciales «agitadores» o «subversivos», que podrían desafiar el sistema político o social del país, y de expulsar a sujetos de estas características ya presentes en Chile. Entre sus disposiciones más controvertidas, el decreto otorgaba amplias facultades al Ejecutivo para prohibir el ingreso, expulsar extranjeros y restringir derechos por razones de «interés nacional» o «seguridad». Además, incorporaba elementos de control que permitían a las autoridades actuar discrecionalmente, facilitando la expulsión de inmigrantes. Con el DL se estableció el departamento de Extranjería y Migración además de deberes y obligaciones de los inmigrantes que llegaban a Chile.

### Diversidad sexual
La postura oficial de la Junta Militar hacia la diversidad sexual en Chile era un tema considerado tabú, donde no se perseguía especialmente como política de represión estatal a una persona por su orientación sexual o identidad de género, más allá de la histórica criminalización de la «sodomía» en el país, figura legal que fue despenalizada recién el 12 de julio de 1999. No obstante, existen antecedentes de que el aparato de inteligencia estatal realizó espionajes e investigaciones sobre la sexualidad de personeros políticos civiles durante este periodo, incluyendo a colaboradores de la dictadura, como Jaime Guzmán Errázuriz, el cual levantaba sospechas de militares por su soltería. Asimismo, se tiene registro de una sola ejecución a una persona perteneciente al colectivo LGBT por razones de orientación sexual durante la dictadura, dentro de un incidente en el ámbito militar ocurrido en Arica en 1975: un soldado conscripto fue sorprendido teniendo relaciones sexuales con otro hombre civil en los faldeos del morro de Arica; este último fue detenido y ejecutado extrajudicialmente de un disparo en la cabeza, para posteriormente ser lanzado en una fosa a las afueras de la ciudad, mientras que el soldado fue inmediatamente dado de baja.
Por otra parte, en la década de 1980 fue la época de la apertura de los primeros locales LGBT en el país. La discoteca Fausto fue inaugurada en Santiago en 1979, mientras que al año siguiente se abrió la discoteca Quásar, ubicada próxima a la Escuela de Suboficiales del Ejército. Sin desmedro de lo anterior, ambos locales contaron con la autorización de las autoridades militares para operar en la legalidad y con una cierta tolerancia social.

## Política antártica

Pinochet tenía como visión geopolítica fomentar la presencia de Chile en la Antártica.

Entre el 14 y 24 de enero de 1977, Augusto Pinochet Ugarte junto a su esposa Lucía Hiriart, y José Toribio Merino visitan el territorio antártico a bordo del Transporte "Aquiles" de la Armada de Chile. Pinochet visitó todas las bases antárticas chilenas y se adentró en las cercanías del círculo polar antártico.
En verano de 1984 se realiza la Operación Estrella Polar, el primer vuelo directo de la Fuerza Aérea de Chile al Polo Sur, con medios propios y apoyo logístico institucional.
El 9 de abril de 1984 Villa Las Estrellas es inaugurada por Augusto Pinochet en el marco de su política antártica. La Escuela Antártica Villa Las Estrellas F-50 fue inaugurada ese mismo día, con el tiempo se inauguró un registro civil, oficina de correos, banco, biblioteca, iglesia, muelle y hospital.
El primer chileno nacido (el 21 de noviembre de ese año) y concebido (primero en el mundo) en territorio antártico fue Juan Pablo Camacho. Esto ocurrió ese mismo año. El 24 noviembre Pinochet le concede un seguro de vida y de financiamiento de sus estudios en una ceremonia en el Palacio de la Moneda.

## Reorganización de la oposición y primeras protestas

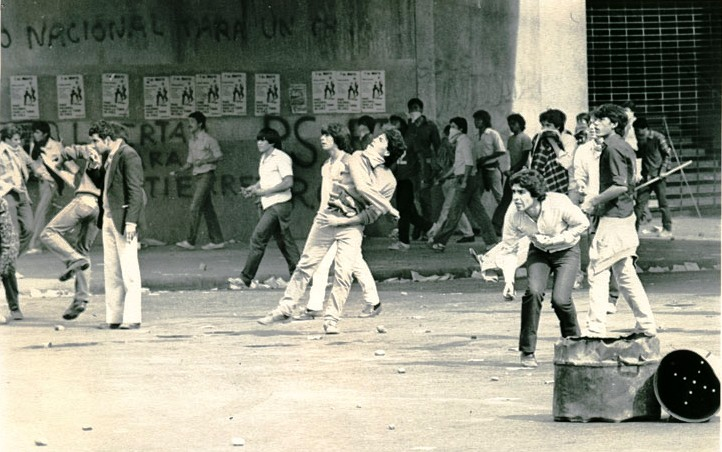
Manifestación violenta por jóvenes contrarios a la dictadura, luego de una manifestación organizada por el Comando Nacional de Trabajadores, el 1 de mayo de 1984.

Luego del golpe militar, mediante la desaparición forzada, asesinato, encarcelamiento y exilio, los organismos de seguridad de la dictadura eliminaron prácticamente a todas las organizaciones de izquierda política opositora. Sin embargo, a comienzos de los años 1980, el ilegalizado Partido Comunista se reorganizó en la clandestinidad y declaró la legitimidad de todos los «medios de lucha» para acabar con la dictadura, incluyendo la rebelión armada.
Con la asunción de Sergio Onofre Jarpa en el ministerio del Interior, en agosto de 1983, comienza un período de apertura política denominado «Primavera de Jarpa». El 6 de agosto de 1983 se funda la Alianza Democrática (AD), mediante la suscripción de un documento denominado Manifiesto Democrático por parte de los partidos Demócrata Cristiano, Social Democracia, Radical, Unión Socialista Popular y Derecha Republicana (Partido Republicano desde 1985). Mientras los sectores más a la izquierda, el Partido Comunista el Partido Socialista (Almeyda) y el Movimiento de Izquierda Revolucionaria (MIR), formaban el Movimiento Democrático Popular (MDP). Como contraparte, los adherentes a la dictadura militar crearon a inicios de 1984 el "Grupo de los Ocho", que posteriormente derivaría en el Acuerdo Democrático Nacional (ADENA).
El 14 de diciembre de 1983 se produciría la primera jornada de protestas masivas contra el régimen de Pinochet, coincidiendo con la primera acción armada del Frente Patriótico Manuel Rodríguez que instaló explosivos en una serie de torres de alta tensión cortando el suministro de electricidad en buena parte del país.
Empezó así la llamada denominada “Operación Retorno”, que implicaba traer clandestinamente a militantes exiliados que se unirían a las organizaciones guerrilleras como el MIR y el recién creado FPMR, brazo armado del Partido Comunista. Su objetivo no era otro que derrocar a Pinochet, y sus blancos serían uniformados y miembros de la dictadura militar. Algunos sectores militares reclamaron el regreso de la mano dura y falta de escrúpulos de Contreras, acusando a Odlanier Mena de permisividad frente a los actos subversivos y de inutilidad para enfrentarlos. Se le reemplazó por Humberto Gordon, quien aplicaría los mismos métodos de la DINA: asesinatos, torturas, extorsiones, etc., para reprimir a los opositores políticos, pero de manera más selectiva, ya que, a diferencia de los miembros de la organización anterior, no gozaría de ninguna amnistía.
Uno de sus principales objetivos era la eliminación del MIR, grupo ya profundamente debilitado, por medio de falsos enfrentamientos en los cuales los prisioneros miristas eran ejecutados. Sin embargo, a partir de 1983 la vanguardia de la resistencia armada a la dictadura militar la asumió el FPMR y con el tiempo surgirían otros grupos como el Movimiento Juvenil Lautaro (MJL).

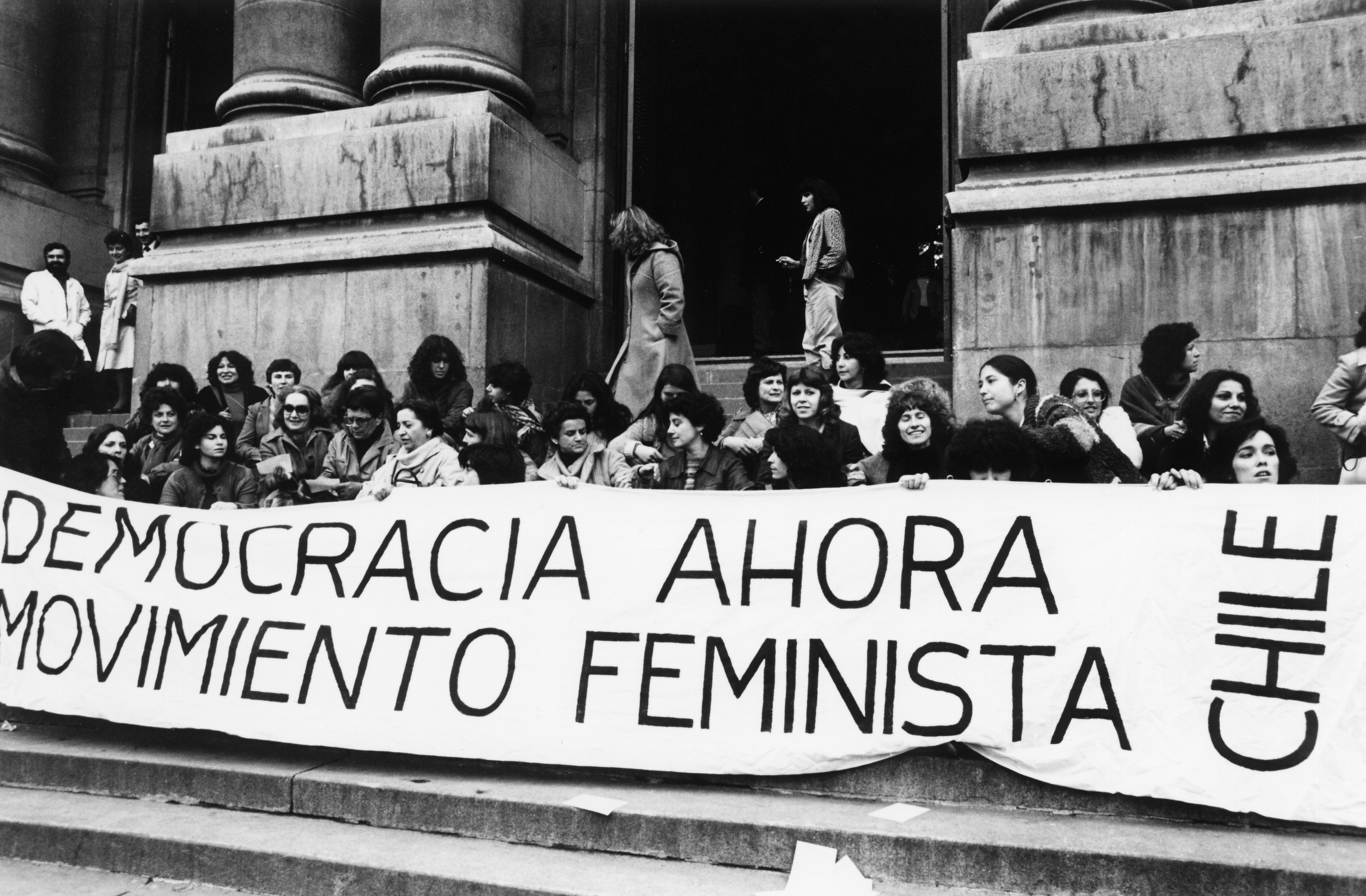
Mujeres protestan contra la dictadura militar.

Pinochet retrocede sobre sus pasos en política económica y llama a Luis Escobar (economista keynesiano) a la cartera de economía y a Sergio Onofre Jarpa al Ministerio del Interior. La misión de Jarpa sería llegar a un acuerdo con las dos grandes agrupaciones de oposición: la AD y el MDP. La misión de Jarpa era difícil y pareciese a primera vista que fracasó, pero logró una mayor libertad de prensa y permitió el regreso de miles de exiliados. Además, dentro de sus acciones políticas logró apartar a la Alianza Democrática del Movimiento Democrático Popular, quienes tenían una posición más crítica a la dictadura.
En 1984, durante una visita oficial a Punta Arenas, Pinochet sufre la primera protesta popular en vivo, conocida como el Puntarenazo, que fue una serie de manifestaciones relámpago organizadas por la Coordinadora de Pobladores y el Comando Multigremial de Magallanes, a pesar del férreo control militar que imperaba en cada una de sus giras a otras regiones.
En 1985 se encontraron en un sitio abandonado de Quilicura los restos de tres profesionales comunistas desaparecidos, Manuel Guerrero Ceballos, José Manuel Parada y Santiago Nattino. Los dos últimos fueron secuestrados desde el Colegio Latinoamericano de Integración. Todos fueron encontrados muertos y degollados («Caso Degollados»). El hecho había sido cometido por un cuerpo de inteligencia de Carabineros, la DICOMCAR, lo que le cuesta el puesto de la Junta y de Carabineros a César Mendoza, por su responsabilidad institucional en este crimen. Sería reemplazado por el general Rodolfo Stange.

## El año decisivo

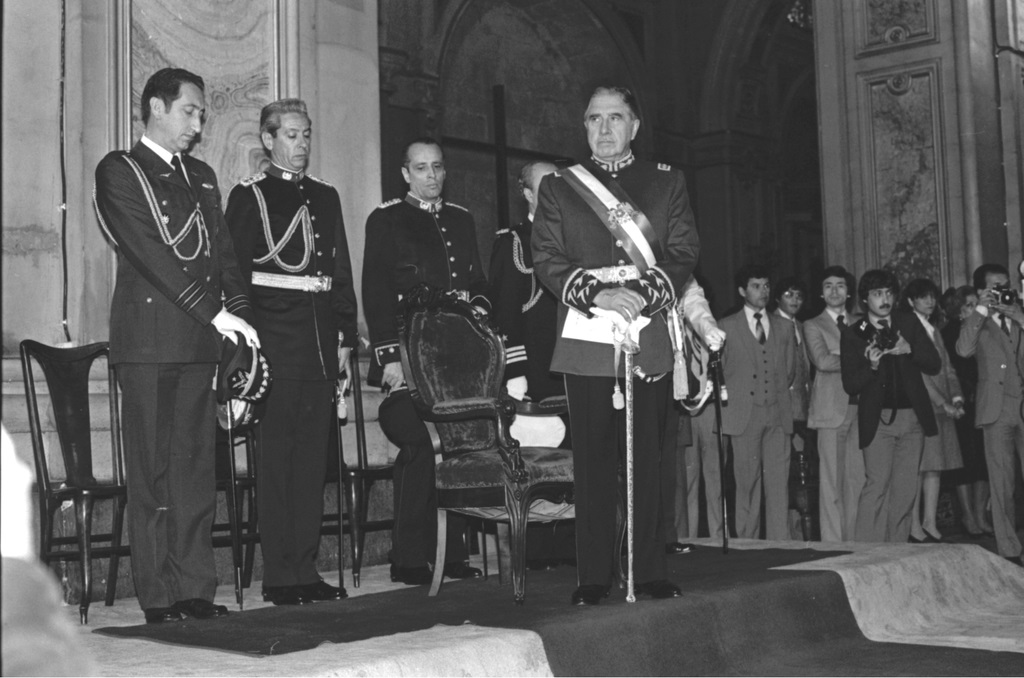
Pinochet durante el Te Deum de Fiestas Patrias de 1986.

El Partido Comunista proclamó a 1986 el «año decisivo», que debiera ser el año del fin de la dictadura de Augusto Pinochet. Se inició con llamados a paros nacionales masivos a principios de año, repetidos cortes de energía eléctrica y numerosas jornadas de protestas callejeras, con cortes de calles, barricadas y cacerolazos. Sin embargo no se lograron los objetivos esperados, debido, entre otros factores, a la falta de cohesión de la oposición democrática y al endurecimiento de la represión estatal que derivó en un incremento de la cantidad de muertos en las poblaciones.
El FPMR empezó a internar armas desde el extranjero, en Carrizal Bajo, una caleta de la Región de Atacama. Se trataba de una cantidad considerable de armamento, aunque en ningún caso adecuada para provocar una guerra civil o atacar directamente al régimen. Una voz de alerta se dio a los organismos de seguridad del estado, quienes enviaron un gran contingente a Carrizal Bajo incautando gran cantidad de armas y apresando a unos veinte frentistas. Parte del armamento ya había sido trasladada, ocultándose en depósitos subterráneos, emplazados en sitios eriazos o casas de seguridad pertenecientes a simpatizantes del FPMR. Con tales armas se realizaría la llamada Operación Siglo XX.
El 7 de septiembre era la fecha clave, ese día Pinochet debía pasar por la ruta G-25 para dirigirse desde su casa cordillerana del sector El Melocotón, en el Cajón del Maipo hacia Santiago. Cerca de la ruta se había instalado una pareja de “recién casados” en una casa arrendada, que en realidad era ocupada por una treintena de frentistas.
A las 18:45 horas pasó el convoy presidencial, con cinco vehículos escolta. A esa hora se desata el fuego por parte de un comando del FPMR, atacando con fusiles M-16 y proyectiles al convoy. Tres de los autos quedaron totalmente destruidos, muriendo cinco escoltas e hiriendo a doce. Pero los otros dos autos, Mercedes Benz blindados, dentro de uno de los cuales estaban Pinochet y uno de sus nietos, resistieron al fuego a pesar de que un cohete impactó frente a una de las ventanas e hizo estallar uno de los vidrios, hiriendo levemente a Pinochet en la mano. Esa sería su única herida, mientras los atacantes lograron salir totalmente ilesos y sin bajas.
Para los atacantes correría la «ley del talión», por cinco escoltas muertos, cinco opositores (no involucrados en la acción) debían morir esa misma noche, sin embargo uno de ellos fue salvado por los vecinos, por lo que las víctimas fueron solo cuatro. Pero la escalada de violencia en que la CNI se involucró, continuaría al año siguiente con la llamada operación Albania. En esta operación, tras un simulacro de enfrentamiento, se ejecutaría a doce frentistas.

## Relaciones internacionales

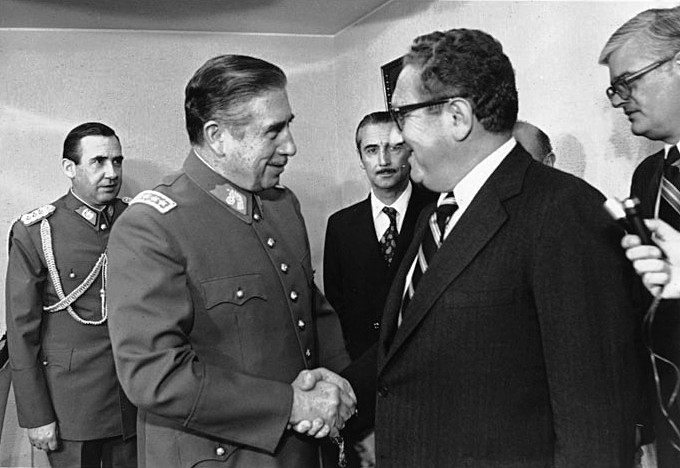
Reunión de Augusto Pinochet con Henry Kissinger en 1976.

La dictadura militar esperó los aplausos del mundo occidental por derrocar a un gobierno marxista, pero fue recibido con estupor y rechazado por la sociedad internacional, con la excepción del secretario de Estado estadounidense Henry Kissinger, principalmente por la imagen exterior del gobierno de Allende y su elevación al estatus de mártir.
La violencia mostrada durante el golpe de Estado y su mandato fue otro de los elementos que construyeron la imagen de la dictadura militar en el exterior. Los partidarios del gobierno derrocado fueron brutalmente perseguidos como «enemigos del Estado».
Los exiliados en masa, en diferentes países, colaboraron en denunciar estos hechos y en llamar a la "solidaridad internacional con el pueblo de Chile".

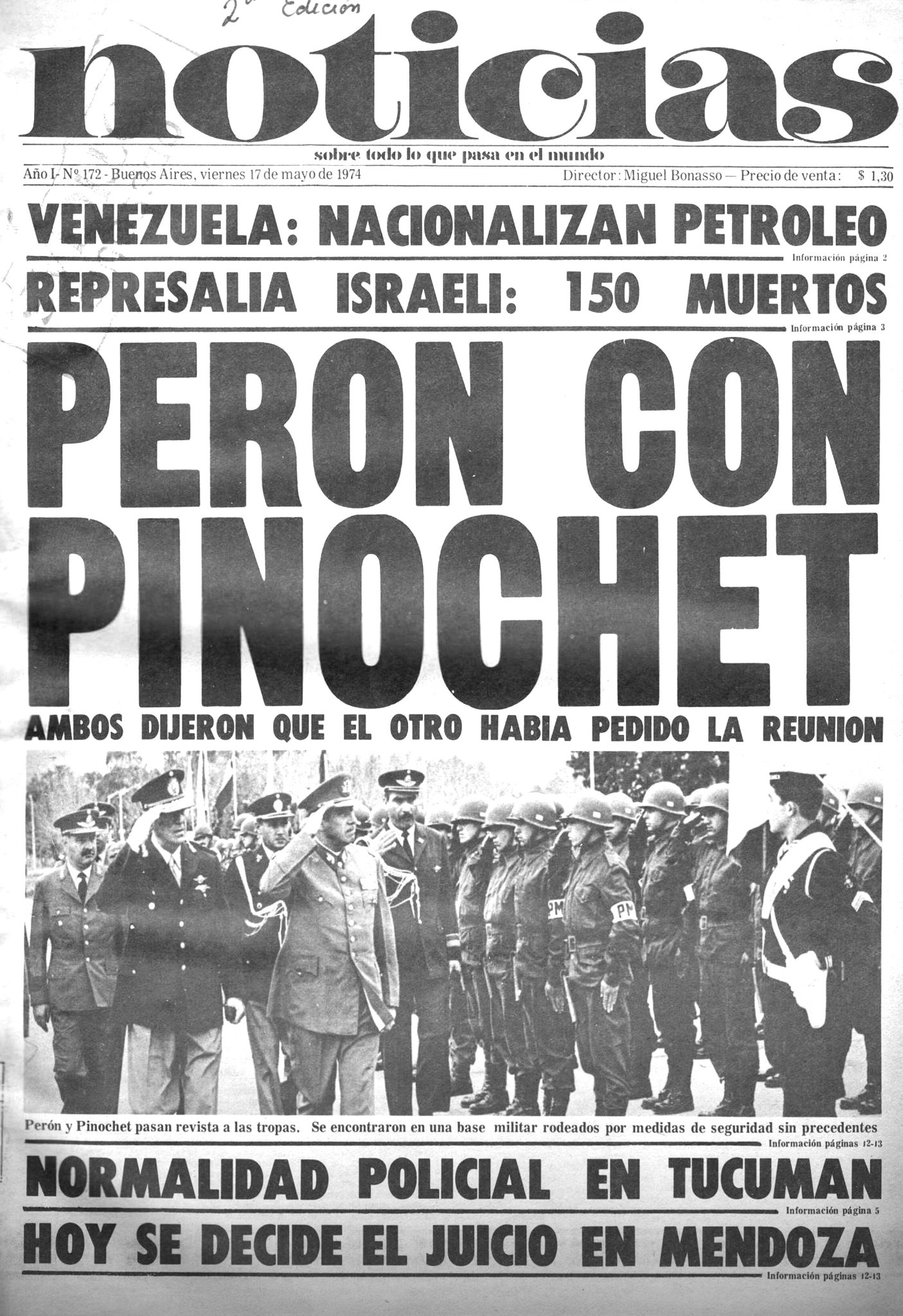
Medio argentino informando del apoyo de Perón a Pinochet, en 1974.

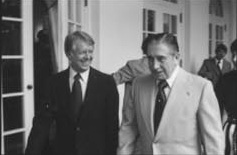
Pinochet y Jimmy Carter en 1977.

Apenas constituida la Junta Militar de Gobierno, Chile cortó sus relaciones diplomáticas con Cuba y Corea del Norte. Consecuentemente, varios Estados socialistas como la Unión Soviética, la República Democrática Alemana, Polonia, Checoslovaquia, Hungría, Bulgaria, Yugoslavia y Vietnam del Norte, rompieron relaciones diplomáticas con Chile. Los Estados socialistas de Rumania y la República Popular China, sin embargo, mantuvieron relaciones con Chile; el primero por razones comerciales y el segundo por estrategia político-militar, al considerar ambos a la Unión Soviética como país enemigo. En enero de 1974 Chile rompió relaciones con la Camboya anticomunista. Reanudó sus vínculos con Corea del Sur en octubre de 1973 y con Vietnam del Sur en marzo de 1974.
Esto implicó un aislamiento político internacional del gobierno muy severo, que impediría a Pinochet viajar oficialmente al extranjero con algunas excepciones como cuando asistió a la asunción del entonces presidente brasileño Ernesto Geisel el 13 de mayo de 1974, ese mismo año igual visitó al entonces mandatario de Argentina Juan Domingo Perón, también viajó invitado por el ese entonces gobernante de Paraguay Alfredo Stroessner, en 1975 ocurrió el conocido Abrazo de Charaña en Bolivia con el que era jefe de Estado del país altiplánico Hugo Banzer, en el que se había llegado a un acuerdo sobre el tema marítimo que no fue fructifero, debido a la contrapropuesta de Perú que fue rechazada por parte de Chile y Bolivia, además ese mismo año asistió al funeral del general Francisco Franco en España; en 1977 asistió a la firma del Tratado del Canal de Panamá en Washington donde se reunió con Jimmy Carter y Alfredo Stroessner, mandatarios de Estados Unidos y Paraguay, respectivamente; y finalmente la última vez sería cuando realizó un secreto viaje a Bolivia en 1988, en donde se reunió con Víctor Paz Estenssoro.

Países participantes en la Operación Cóndor.
Miembros activos: Argentina, Bolivia, Brasil, Chile, Paraguay, Uruguay.
Miembros esporádicos: Colombia, Perú, Venezuela, Ecuador.
Estados Unidos

Durante los primeros años, Pinochet participó a través de la DINA y la CNI en la Operación Cóndor, un plan de coordinación de operaciones de represión de movimientos izquierdistas entre las cúpulas de los regímenes dictatoriales de Sudamérica y la CIA de los Estados Unidos. La operación afectó principalmente a ciudadanos paraguayos, uruguayos, argentinos y chilenos, si bien también se concentró en el asesinato de autoridades de otros países, como el caso del general Juan José Torres, expresidente de Bolivia. En varias ocasiones, el coordinador de las operaciones de exterminio fue el exagente sicario de la CIA y colaborador de Manuel Contreras, Michael Townley. A esta operación se deben, entre otros, los atentados en contra de Edgardo Enríquez y de Bernardo Leighton y su esposa, así como los asesinatos del general Carlos Prats y su esposa, del excanciller Orlando Letelier y de las 119 víctimas de la Operación Colombo.
Las relaciones con los Estados Unidos fueron particulares. Pese al apoyo excepcional del secretario de Estado de los Estados Unidos, Henry Kissinger, el asesinato de Orlando Letelier y Ronni Moffitt en 1976, empeoró gravemente las relaciones diplomáticas con dicho país. En 1980, el gobierno de Jimmy Carter, con quien se había reunido unos años antes, respaldó a la Asociación de Naciones del Sudeste Asiático (ASEAN) para que el dictador de Filipinas, Ferdinand Marcos, cancelara su visita con Pinochet mientras este se encontraba en pleno vuelo. Todo esto, sin embargo, no impidió que se mantuvieran las relaciones comerciales entre ambos países, motivadas por el nuevo modelo afín de apertura económica neoliberal.
Chile además estuvo en una situación peligrosa con sus países limítrofes, especialmente con Argentina, país con el cual en 1978 casi se llega a una guerra por las islas del canal de Beagle (Conflicto del Beagle), eventualidad evitada gracias a la intervención papal.
Las relaciones con el Reino Unido estuvieron rotas hasta 1979, año en que Margaret Thatcher asumió como primera ministra de dicho país. Thatcher levantó el bloqueo de venta de armas a Chile, y Pinochet, por su parte, apoyó incondicionalmente al Reino Unido durante la guerra de las Malvinas con Argentina. Entre ambos mandatarios se desarrolló una relación de amistad que trascendió el período de la dictadura militar. Durante la dicha guerra en 1982, en que Argentina disputó las islas llamadas Malvinas o Falkland con Gran Bretaña, Chile se mostró abierto partidario del Reino Unido y en especial del gobierno de Thatcher, prestando especial apoyo logístico y de inteligencia a unidades británicas. El motivo fue que el gobierno militar argentino planeaba la invasión de Chile, si llegaba a ganar la guerra de las Malvinas contra Gran Bretaña, que finalmente perdió, tal como lo reveló en una entrevista el brigadier general retirado Basilio Lami Dozo, publicada por el semanario 'Perfil', que los militares argentinos "después de Malvinas, iban a atacar Chile". Además recordó una arenga del entonces dictador y general Leopoldo Galtieri apenas ordenó la invasión militar de las Malvinas: "Que (los chilenos) saquen el ejemplo de lo que estamos haciendo ahora, porque después les toca a ellos". Galtieri al perder la guerra tuvo que archivar el sueño de seguir su marcha 'imperial' invadiendo Chile. Y emprender la vuelta a casa, para que Argentina refundara la democracia el 10 de diciembre de 1983.
En cuanto a las relaciones de Chile con sus países vecinos, estas fueron dispares. Pinochet y el dictador boliviano Hugo Banzer Suárez tuvieron positivos acercamientos para buscar una solución a la mediterraneidad de Bolivia. Mediante el Acuerdo de Charaña, firmado el 8 de febrero de 1975, ambos países restablecieron sus relaciones diplomáticas, interrumpidas desde 1962, y Chile se propuso otorgarle a Bolivia un corredor terrestre para la exportación marítima. No obstante, el acuerdo no logró avanzar debido a exigencias adicionales del Perú, bajo el mando del dictador Francisco Morales Bermúdez, de modo que Banzer decidió nuevamente romper las relaciones el 17 de marzo de 1978.
Al contrario de Bolivia, las relaciones con Argentina fueron marcadamente hostiles, en especial durante el período de la dictadura de Jorge Rafael Videla (1976-1981). Producto del conflicto del Beagle, casi se desata una guerra entre ambos países en 1978, en la que Argentina habría ejecutado la Operación Soberanía a fines de ese año. Sin embargo, el conflicto se apaciguó gracias a la mediación del papa Juan Pablo II. Unos años después, durante la guerra de las Malvinas (1982) entre Argentina y el Reino Unido, Pinochet brindó apoyo logístico y de inteligencia militar a los británicos.
Durante toda la dictadura militar, el aislamiento internacional se hizo sentir. Entre el 1 y el 6 de abril de 1987, el Papa Juan Pablo II visitó el país en medio de un multitudinario y agradecido recibimiento. El papa, contrario a la dictadura de Pinochet, se reunió con el mandatario, y este consiguió que ambos aparecieran juntos en público, pese a la petición expresa del papa de que esto no ocurriese. Esto fue muy bien aprovechado por Pinochet para mejorar su imagen frente a la opinión pública internacional.

### Crisis con Perú 1974-1976
Durante la década de 1970, la posibilidad de un conflicto bélico entre Chile y Perú se intensificó en el contexto de tensiones geopolíticas en América del Sur. En ese período, ambos países, gobernados por dictaduras militares, protagonizaron una carrera armamentista sin precedentes, con Perú adquiriendo armamento soviético y francés, lo que alarmó a las autoridades chilenas. Según investigaciones de historiadores como Sebastián Hurtado y Joaquín Fermandois, el gobierno chileno, liderado por Augusto Pinochet, temía una invasión peruana liderada por el general Juan Velasco Alvarado, quien buscaba recuperar territorios perdidos durante la guerra del Pacífico. Documentos hallados en archivos de varios países revelan que, para contrarrestar esta amenaza, Chile reforzó su defensa en el norte, mientras que la diplomacia jugó un papel clave en evitar la confrontación directa.
Chile realizó un minado fronterizo a fin de evitar una invasión; para ello fueron instaladas unas 180 mil minas antitanque y antipersonales en todas las fronteras de Chile entre 1975 y 1990. Las tensiones disminuyeron tras el derrocamiento de Velasco en 1975, aunque la región permaneció en un estado de alerta debido a las complejas relaciones entre las dictaduras del Cono Sur durante la Guerra Fría.
En 1975, el gobierno peruano, fortalecido por una masiva adquisición de armamento soviético y europeo, elaboró un plan denominado "Negro" que buscaba invadir territorio chileno, con el día D fijado para el 6 de agosto. Este plan contemplaba la captura de Arica, Iquique y, en algún momento, Antofagasta, que sería entregada a Bolivia como parte de una estrategia geopolítica. Mientras tanto, Chile, consciente de su desventaja militar, tomó medidas defensivas, incluyendo la instalación de minas en la frontera y el fortalecimiento de su presencia en Arica.
En un intento de neutralizar a Bolivia, aliado potencial de Perú, Chile ofreció un corredor al norte de Arica, lo que derivó en el conocido "abrazo de Charaña" entre los dictadores Hugo Banzer y Pinochet en febrero de 1975. Este gesto buscaba garantizar que Bolivia no se alineara con Perú en caso de un conflicto. Sin embargo, el curso de los eventos cambió drásticamente con el deterioro de la salud de Velasco Alvarado, que derivó en su derrocamiento en agosto de 1975, dejando al general Francisco Morales Bermúdez en el poder con una postura más moderada. Así, los planes de guerra se desmoronaron, y aunque las tensiones persistieron, la diplomacia y los cambios políticos evitaron una nueva guerra en el Cono Sur.

## Plebiscito de 1988

### Campaña
Ya a finales de la dictadura militar, la gran mayoría de la oposición había optado por una estrategia de transición democrática. Las protestas disminuyeron y la Alianza Democrática no quiso participar en ninguna nueva. Entre las razones de esta actitud estaba el acercamiento de la fecha del plebiscito.
Los opositores decidieron seguir las reglas impuestas por la Constitución de 1980, iniciando la normalización de los partidos políticos. El primero en formarse fue Renovación Nacional, que unía los grupos de Unión Nacional de Andrés Allamand y los gremialistas de Jaime Guzmán, más la mayoría de las personas afines a la dictadura. Pronto este partido se separaría, tomando ruta propia los gremialistas de Guzmán con el nombre Unión Demócrata Independiente.
Entre los opositores tomaron cuerpo el Partido Demócrata Cristiano, el Partido Socialista (unificado de facto, después de la división de los grupos de Ricardo Núñez y Clodomiro Almeyda) y el Partido Por la Democracia, que originalmente sería solo instrumental, o sea para los opositores izquierdistas al régimen que no se sintieran identificadas con el PS, que después del plebiscito debía disolverse, sin embargo permaneció su existencia, debido a éxitos electorales, convirtiéndose rápidamente en uno de los partidos socialdemócratas más importantes del país.
A pesar de la inscripción, muchos consideraron que realizar el plebiscito sería ridículo, pues nunca se había visto que un régimen autoritario renunciara al poder pacíficamente por elección popular. El primero en decir sí al plebiscito fue Patricio Aylwin Azócar, ejemplo que siguieron prontamente el socialismo y el PPD. Todo esto ocurre comenzando el año 1988, mientras el régimen ablanda su postura y permite el regreso de muchos exiliados, además de terminar después de casi 15 años, el toque de queda.
El plebiscito queda fijado para el 5 de octubre de ese año, proclamando la junta el 30 de agosto a su candidato, Augusto Pinochet. La oposición se agrupa en la Concertación de Partidos por el No, que agrupa a todos los partidos opositores, excepto los extremistas.
A diferencia del plebiscito anterior, ahora sí se constataban los registros electorales, pues el tribunal Constitucional ordenó que se crearan los registros, las mesas y los apoderados, a pesar de la negativa del gobierno. Se ordenó también que ambas propuestas tuvieran franjas televisivas gratuitas, a las 23 horas.
Destaca la incidencia que tuvo la televisión en la campaña. La franja del No superaba en todos los aspectos a la del Sí, tanto en producción, como en el contenido y el mensaje. Sergio Fernández, ministro del Interior, admitiría: 

Los resultados (de su campaña) fueron lamentables. Al cabo de muy pocos días nadie pudo ignorar la evidente superioridad técnica de la franja del No, mejor construcción argumental, mejores filmaciones, mejor música. Su melodía característica, en torno a la frase «la alegría ya viene», era tan pegajosa, que hasta los creativos responsables de la campaña del Sí la tarareaban inconscientemente.

Entre las causas que motivaron a la mayoría a votar No, destaca el hecho de la mala situación económica que atravesaba el país (72 %, según una encuesta del CEP) y en segundo lugar los derechos humanos (57 %), esto como consecuencia del 20 % de cesantía que mantuvo el régimen, y la mala distribución del ingreso, lo que explica por qué en medio del auge económico se dieran estos argumentos.

### Injerencia extranjera
El multimillonario húngaro-estadounidense George Soros brindó asesoría a la campaña del No, según Máximo Pacheco Matte, el apoyo se vio reflejado 

en la realización de estudios y la obtención de datos que nos entregaron información que se nos había ocultado por 17 años (...) Lo que ahí aprendimos fue crucial para la preparación del famoso programa televisivo de la campaña del No y para la victoria en el plebiscito".

A su vez la organización creada por el congreso estadounidense, National Endowment for Democracy y vinculada a la CIA junto al National Democratic Institute for International Affairs aportaron un millón de dólares a la campaña del No durante la administración de Ronald Regan y enviaron observadores al plebiscito los cuales ayudaron a generar un sistema de conteo paralelo en conjunto a centros de pensamiento alemanes y el «Comité por las Elecciones Libres». Además David Altman agrega que Pinochet permitió «un cierto grado de libertad para hacer una campaña de movilización contra el régimen».

### Día de la votación

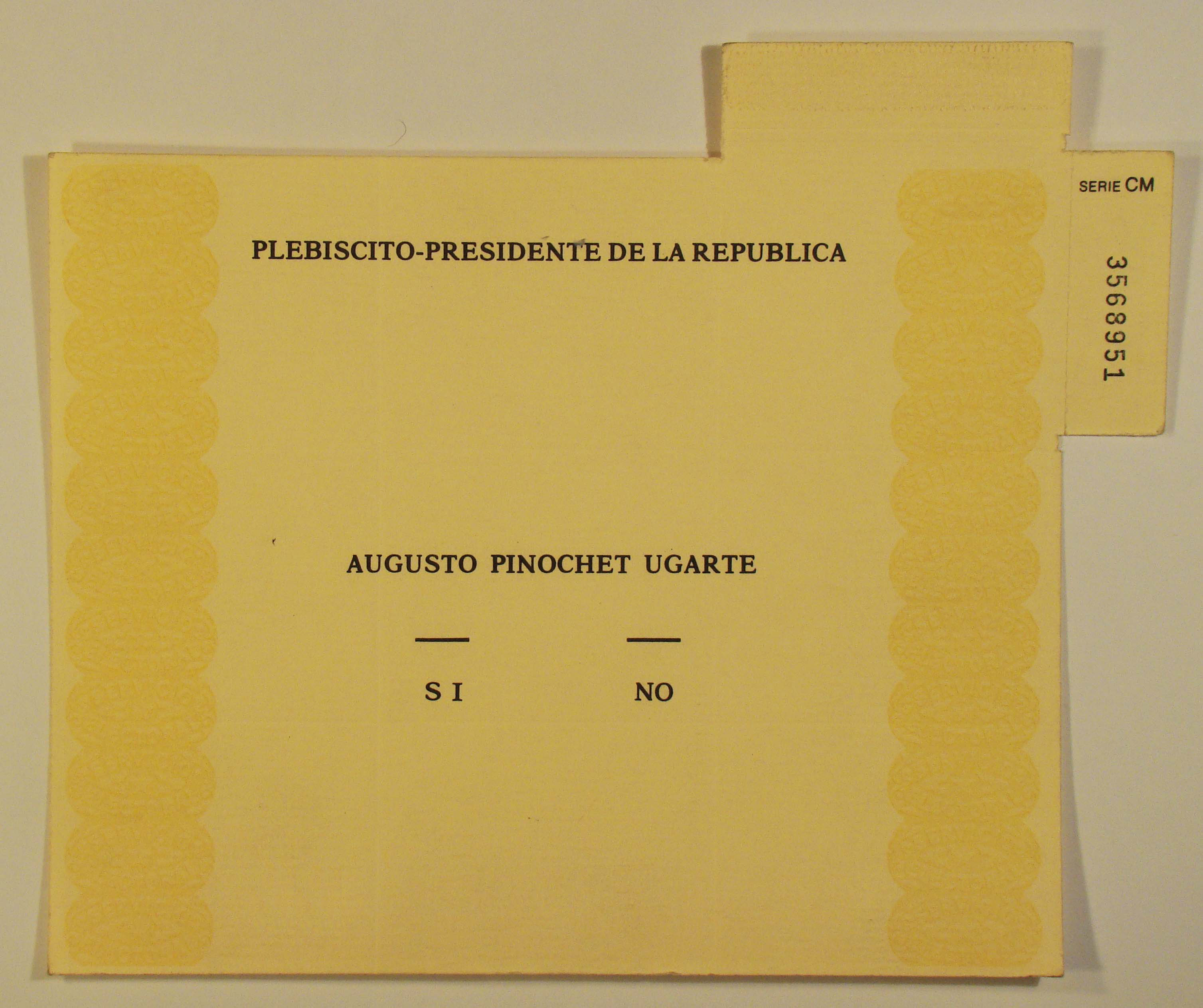
Voto utilizado en el plebiscito.

El día 5 de octubre votó el 92,1 % de la población mayor de 21 años inscrita en los registros electorales, el máximo récord histórico en la historia del país. También llegaron a Chile cientos de políticos extranjeros veedores, que esperaban comprobar el correcto desarrollo del acto. Después de las primeras votaciones el ambiente empezó a caldearse, los datos entregados por el Ministerio del Interior daban una gran ventaja para el Sí, mientras que en el comando del No, se entregaban cifras muy diferentes. El tercer cómputo, que debía ser definitorio y estaba programado para las 22 horas se retrasaba. Muchos tenían el temor de que se fuera a dar un golpe de Estado o algún ejercicio militar (que derramara sangre) antes de la entrega de los resultados.
Canal 13 había programado un debate entre Aylwin y Jarpa para las 22 horas, inmediatamente después del resultado para analizar los resultados. Por la demora se retrasó hasta las doce de la noche. Aylwin iba a entregar los resultados del comando del No que le daban la victoria, por lo que Jarpa, sin ningún dato, se contactó con el subsecretario Alberto Cardemil, para solicitar datos. La respuesta del subsecretario fue que de momento iba ganando el No, pero aún faltaba contar los votos de las mujeres de Santiago. Jarpa vio que aun con un apoyo favorable de este último grupo el resultado no cambiaría y admitió en el programa de televisión el triunfo del no.
La prensa se agolpó frente al Palacio de La Moneda para conocer la versión del gobierno a estos datos, cuando llegaba el miembro de la junta Fernando Matthei, quien, luego de que se le preguntase, declaró que para él «la cosa estaba clara» (era definitivo), era un triunfo del No (su hija Evelyn Matthei le había entregado los resultados). Las palabras de Matthei dieron inmediatamente la vuelta al mundo.
Fernández reconoció la derrota, y dijo que el alto porcentaje obtenido era de cualquier forma motivo de orgullo, a lo que el general de la Fuerza Aérea respondió con un irónico «¿Y por qué no traemos champaña para celebrarlo?». Matthei, en el libro-entrevista Matthei, mi testimonio, expresaba que Pinochet presuntamente no quería abandonar el poder, pasándole a los miembros de la junta un documento en que «le entregábamos todas nuestras atribuciones al general Pinochet, quien podría actuar sin consultar a las respectivas instituciones». Dice además que él rompió con sus propias manos el acta, «Después de eso, y sin insistir en el acta, el Presidente nos informó que se iría a descansar por unos días fuera de Santiago y se dio por terminada la reunión». Sin embargo, en una carta enviada por Matthei titulada "Los hechos son los hechos" al diario El Mercurio y publicada el 10 de enero de 2012, este afirmó que lo anterior no ocurrió, y que jamás habría existido intención de no respetar los resultados del plebiscito, sino que más bien se barajaron distintas opciones para controlar el orden público.
Por otra parte, el entonces ministro Sergio Fernández, en Mi lucha por la democracia, no habla de ninguno de estos hechos, y los negó categóricamente cuando fue interrogado. Pero las versiones no son excluyentes, pues Fernández no estaba cuando se suponía se pasó el acta.

## El último año

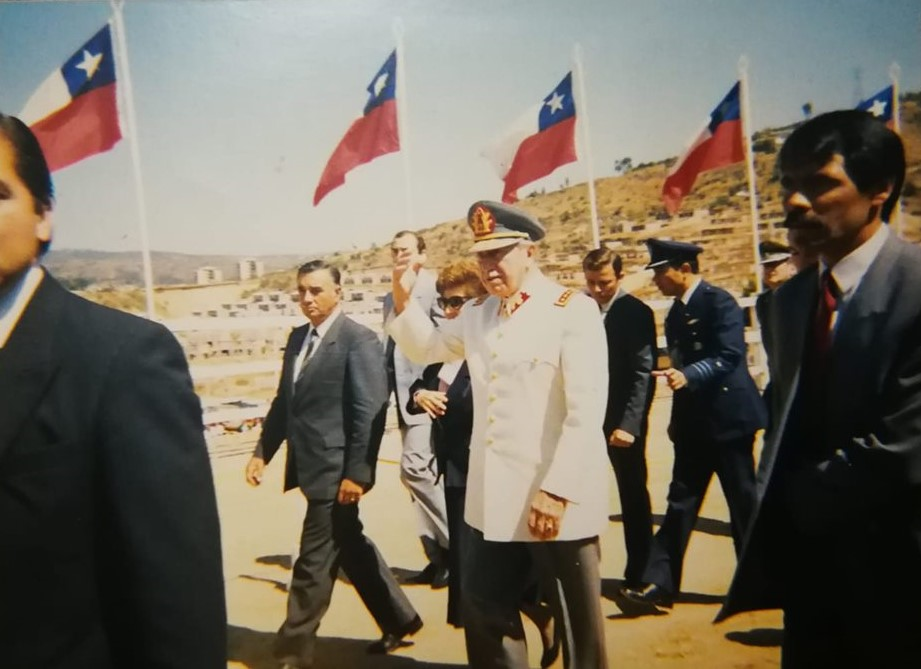
Pinochet en El Olivar en 1989.

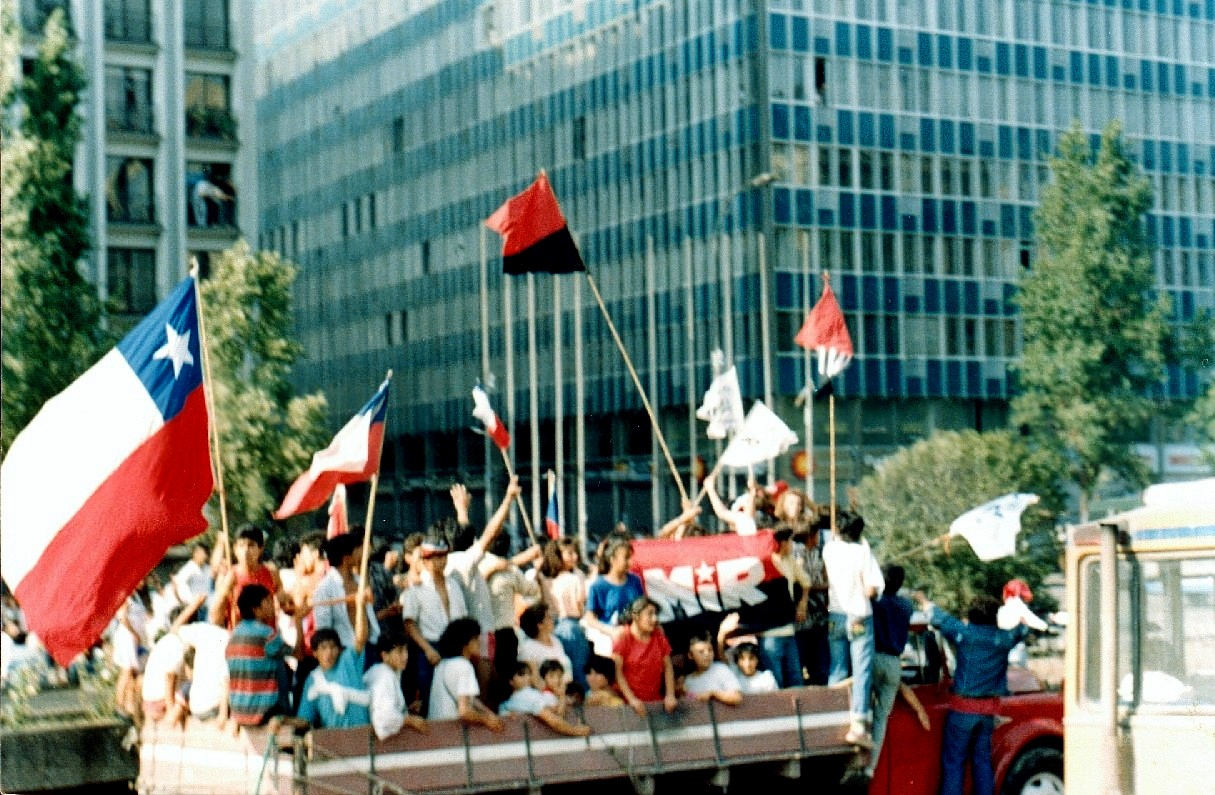
Manifestantes celebran al día siguiente de la victoria del «No» en Alameda con Ahumada, en Santiago.

Al amanecer del 6 de octubre de 1988 no quedaban dudas sobre la victoria de la opción "No" en el plebiscito, y se cumpliría la ruta marcada por la Constitución Política de 1980. Pinochet llamaría a elecciones presidenciales democráticas al año siguiente.

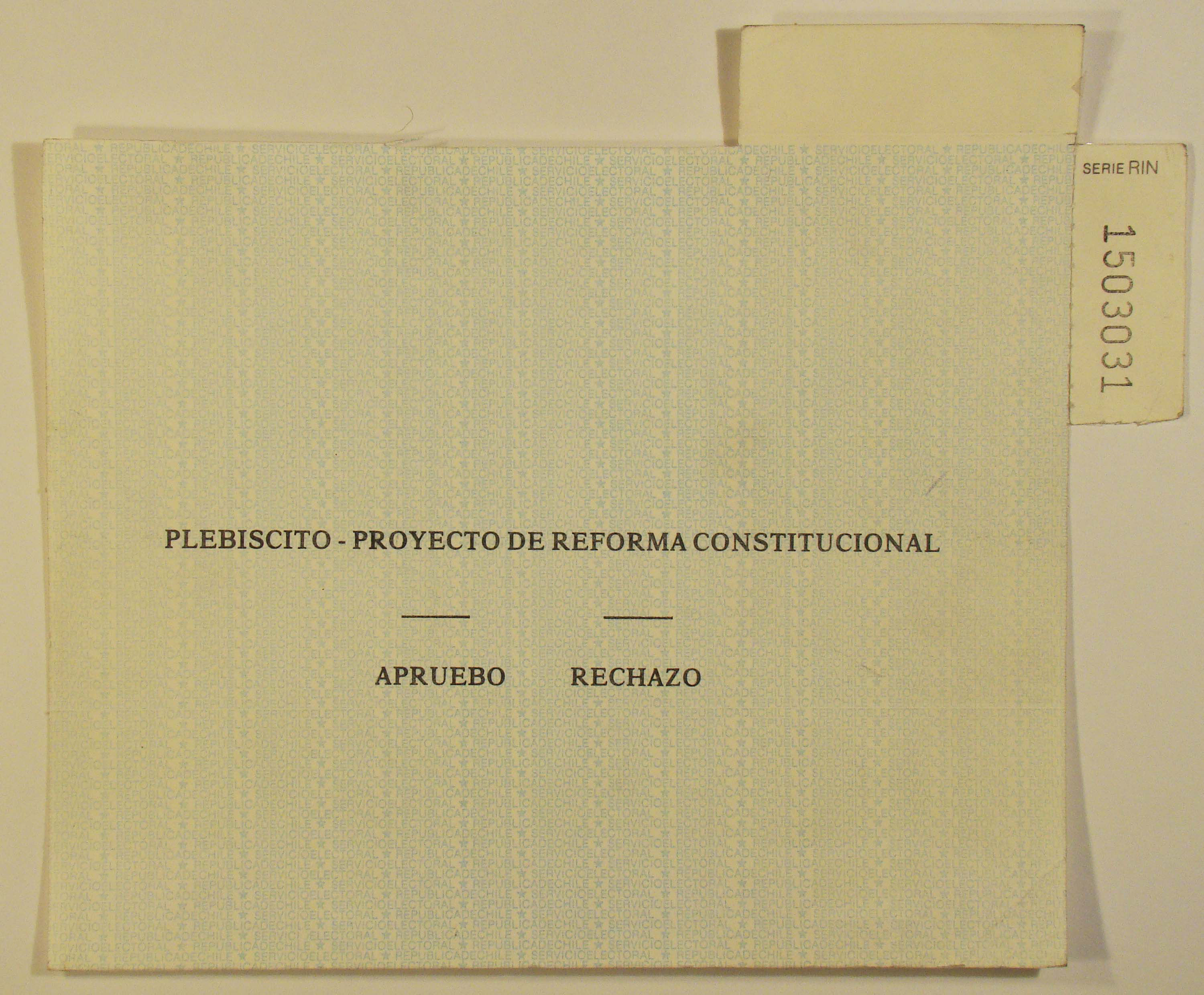
Voto utilizado en el plebiscito para reformar la constitución.

Mientras tanto, entre gobierno y oposición se discutieron reformas a la constitución. El motivo para el gobierno fue que la Carta Fundamental era muy difícil de modificar por el alto cuórum que se exigía para modificar los capítulos más vitales, pero no para el capítulo que se refería al mecanismo de reforma constitucional, lo que podría servir para realizar ajustes en la constitución. La oposición victoriosa aceptó de buena gana las reformas propuestas, pues a través de ellas, además, se derogaba el artículo 8, que impedía la legalización del comunismo, se igualaba el número de civiles y militares en el Consejo de Seguridad Nacional, se fortalecían algunos derechos constitucionales y se morigeraban los estados de excepción, entre otros cambios. Entre aquellos que no querían una reforma a la constitución se encontraba Sergio Fernández, quien es removido del cargo de Ministro del Interior, siendo reemplazado por Carlos Cáceres, para que lograse un entendimiento con la oposición, lo que en definitiva así se produce. De ese modo, el proyecto de reforma constitucional fue aprobado por la Junta Militar de Gobierno y, posteriormente, ratificado por la ciudadanía en el plebiscito del 30 de julio de 1989, con un 91,25 % de los votos.
A fines de ese mismo año se realizó la elección presidencial, en la cual la Concertación de Partidos por la Democracia (antes Concertación de Partidos por el No) postuló a Patricio Aylwin. La derecha y gran parte del gobierno se unieron con Hernán Büchi, en una campaña que parecía desarticulada, debido a la sorpresiva bajada del candidato y posterior reaparición. El 9 de octubre se realizó el primer debate presidencial en la historia chilena entre estos dos candidatos. Aylwin, finalmente, resultó elegido presidente con el 55,2 % de los votos.

## Resistencia del movimiento feminista y de mujeres

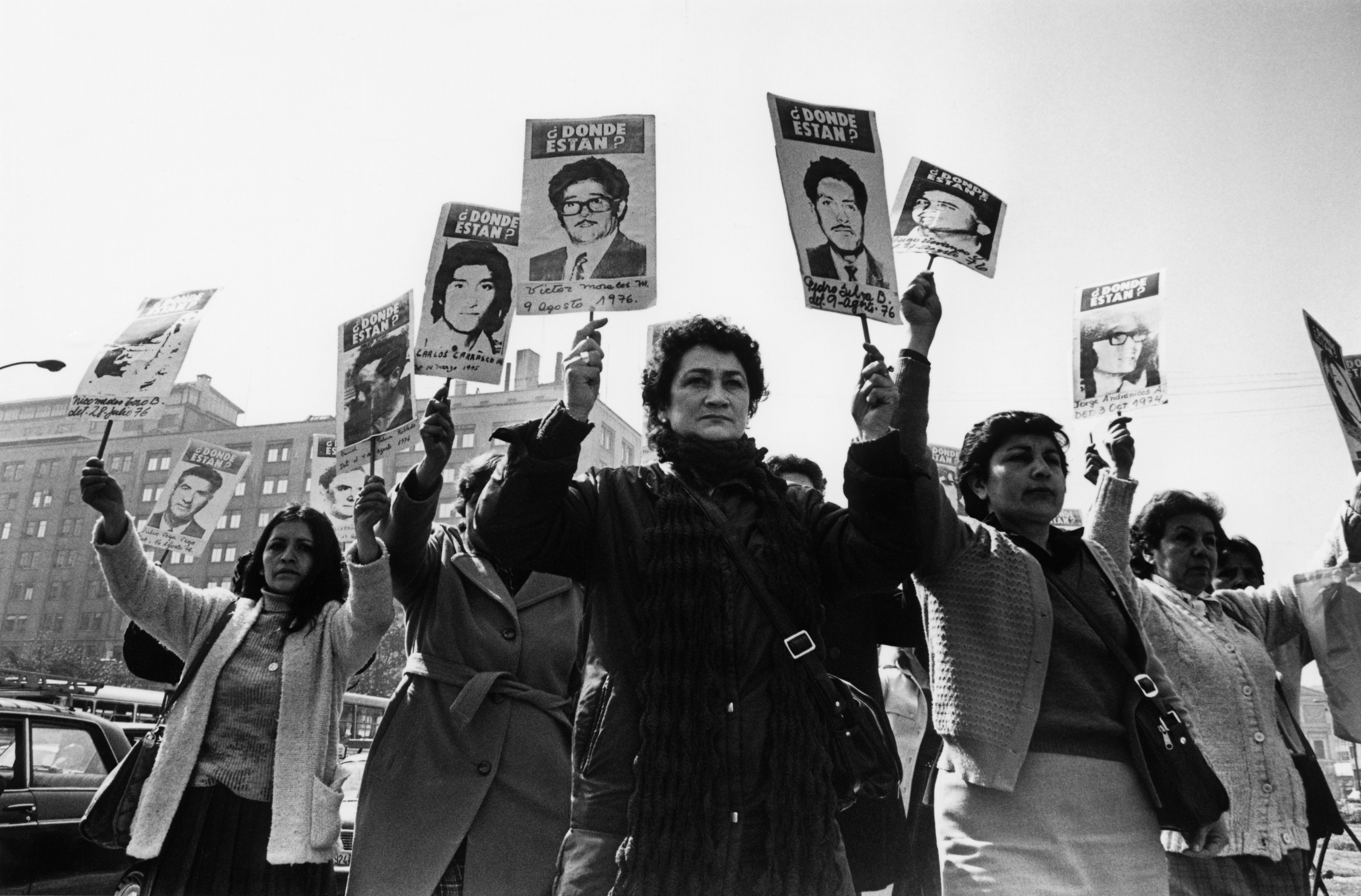
Mujeres de la Agrupación de Familiares Desaparecidos se manifiestan frente al Palacio de Gobierno durante la dictadura militar.

Uno de los principales movimientos sociales que resistió y luchó contra la dictadura fue el movimiento feminista y de mujeres. Este movimiento emergió desde distintos frentes: en un primer momento las mujeres lideraron diversas iniciativas colectivas en sus territorios que hacían frente a los problemas inmediatos de la represión y la precariedad en las condiciones de vida, creando ollas comunes y asociaciones de familiares de asesinados o detenidos desaparecidos. Progresivamente y con diversidad de orientaciones, las organizaciones de mujeres desarrollaron reflexionaron y se organizaron políticamente en torno a las problemáticas específicas que enfrentaban día a día como mujeres, algunas asumiendo posiciones abiertamente feministas, como fue el caso de la Casa de la Mujer La Morada y el Movimiento Feminista.
Con el tiempo, estos distintos polos de organización social y política de las mujeres fueron dialogando, generando articulaciones, pero también tensiones propias de las complejidades que atravesaron a este movimiento heterogéneo. En 1983, las múltiples organizaciones de mujeres se articularon en dos grandes coordinadoras: el MEMCH 83’ (que tomó su nombre del MEMCH que luchó en la primera mitad del siglo XX), y Mujeres por la Vida. En 1986, las mujeres organizadas participaron de la Asamblea de la Civilidad, en la que presentaron el “Pliego de las mujeres” para ser incorporado a la “Demanda de Chile”.